# Doberaner Münster

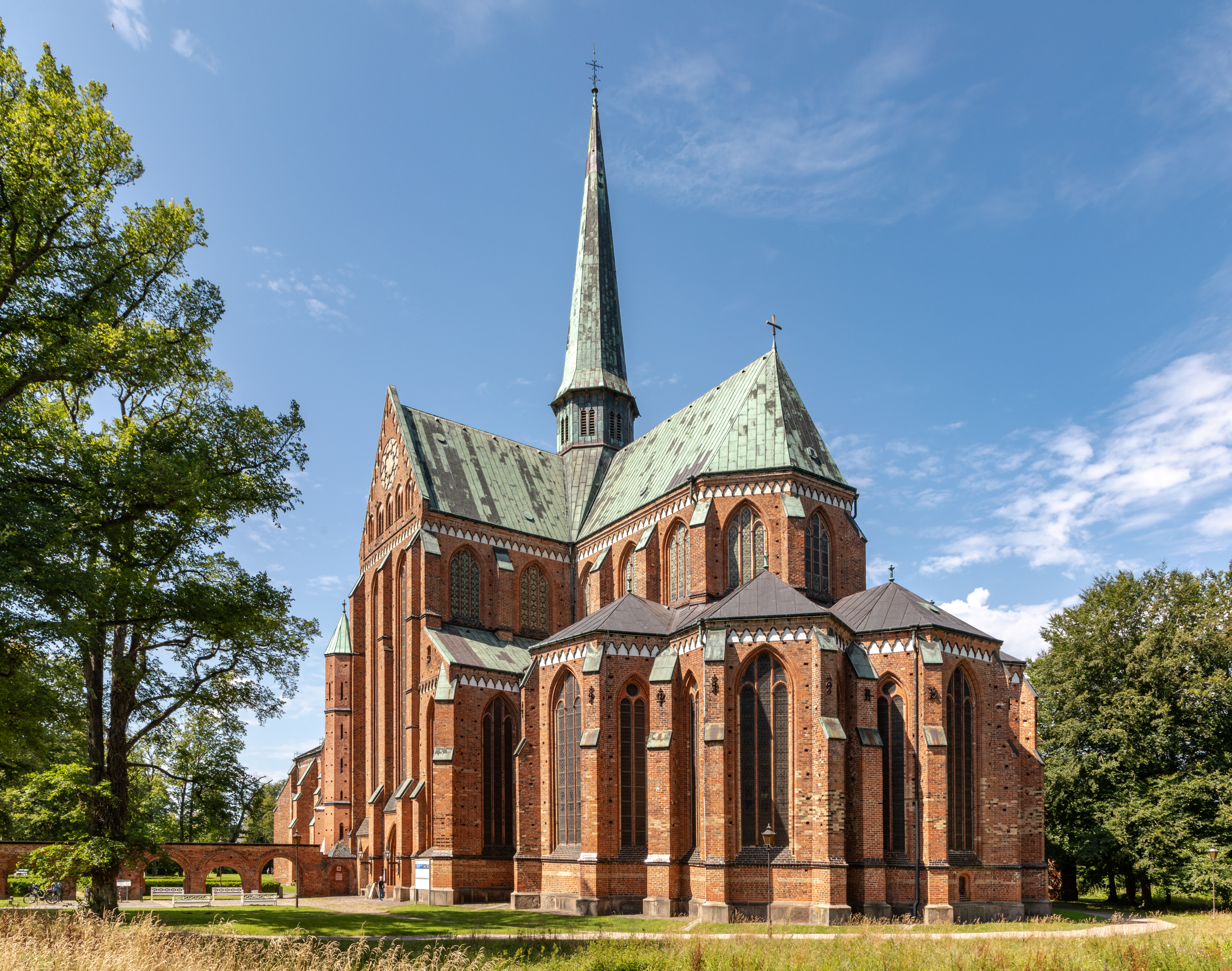
Doberaner Münster

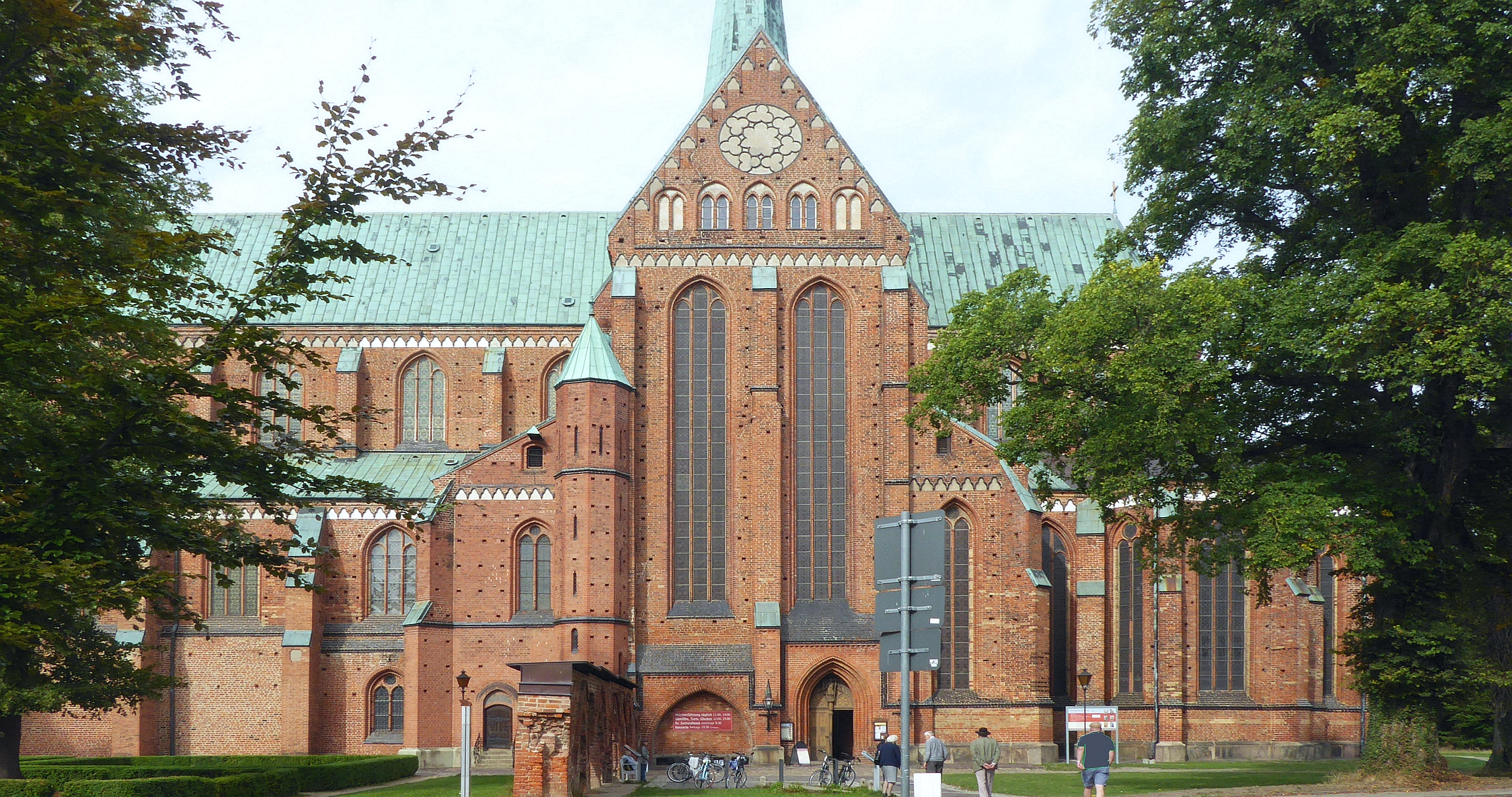
Südfassade vom Doberaner Münster – wesentliches Beispiel für norddeutsche Backsteingotik

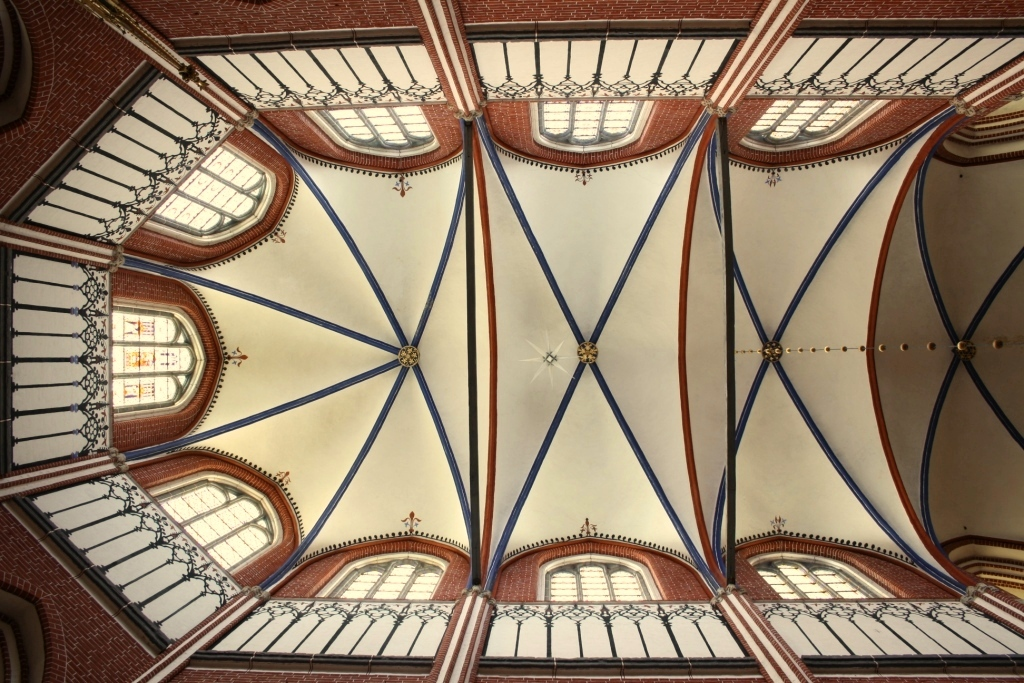
Chorgewölbe von um 1300

Das Doberaner Münster war bis zur Mitte des 16. Jahrhunderts die Kirche des Zisterzienser-Klosters Doberan. Es ist heute die Kirche der Evangelisch-Lutherischen Kirchengemeinde Bad Doberan in der Propstei Rostock im Kirchenkreis Mecklenburg der Evangelisch-Lutherischen Kirche in Norddeutschland (Nordkirche).
Das Münster gehört zu den wichtigsten hochgotischen Backsteinbauten im Ostseeraum entlang der Europäischen Route der Backsteingotik. Es birgt eine geschlossene mittelalterliche Ausstattung, wozu der Hochaltar (um 1300), der monumentale Lettner-Kreuzaltar (um 1370), das Chor- und Konversengestühl (ab 1280), der Kelchschrank (um 1300), der Kredenzschrank (um 1300), der Marienleuchter, Glasmalereien sowie zahlreiche fürstliche und zwei königliche Grablegen gehören.

## Geschichte

### Das Münster als Klosterkirche

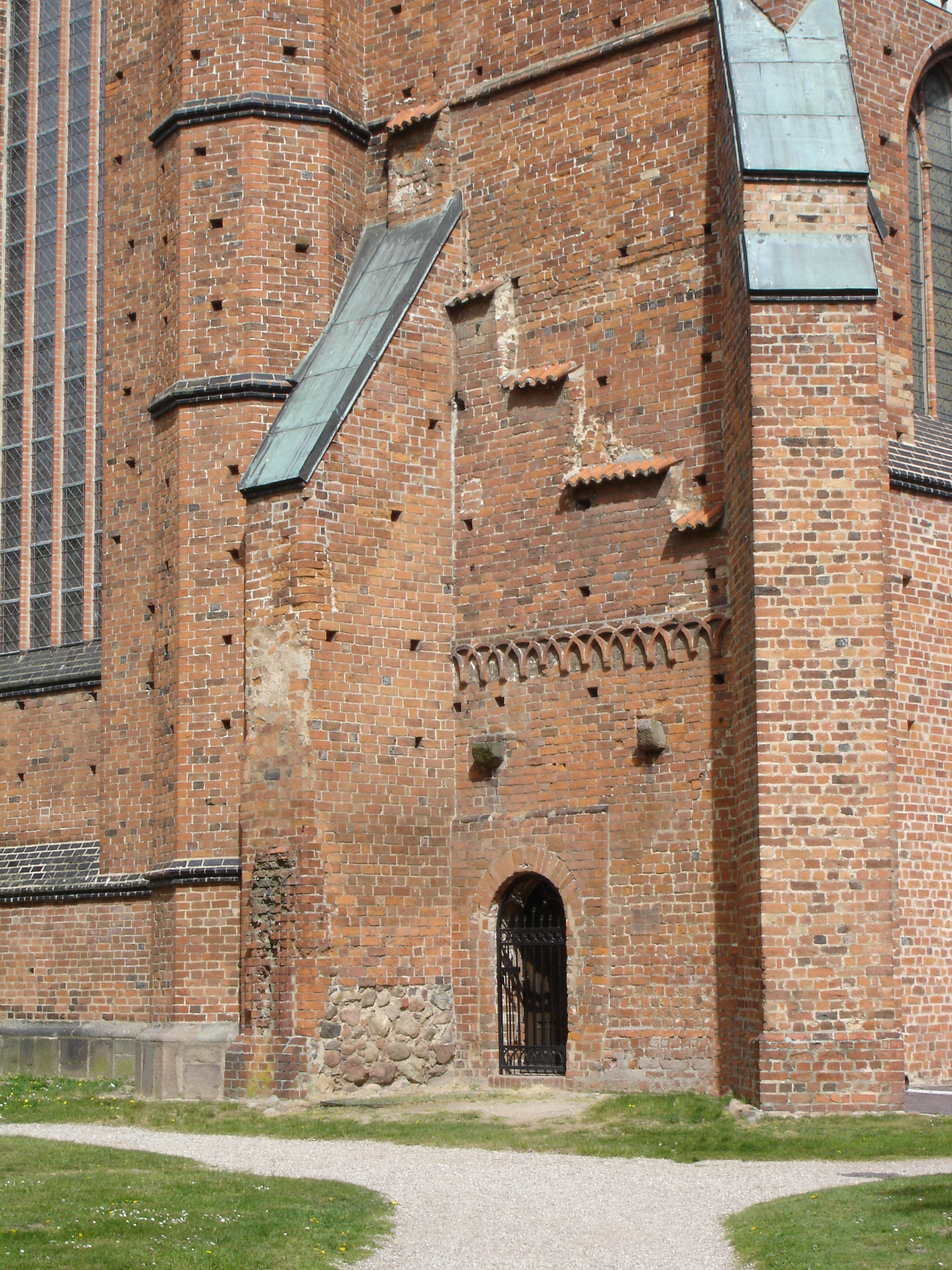
Teil der romanischen Vorgängerkirche mit ehemaliger Konversenpforte und Kreuzbogenfries

Nachdem Fürst Pribislaw 1164 den christlichen Glauben angenommen hatte, genehmigte er dem ersten Schweriner Bischof Berno die Gründung eines Klosters. Diese erfolgte durch einen Konvent von Zisterziensermönchen aus dem Kloster Amelungsborn im Weserbergland in Althof, heute ein Ortsteil im Südosten von Bad Doberan. 1171 wurde das Kloster bezogen und erhielt dank großzügiger Schenkungen bald erheblichen Grundbesitz. Es war das erste mecklenburgische Kloster. Nach dem Tod Pribislaws im Jahr 1178 wurde das Kloster 1179 in den gewaltsamen Thronfolgeauseinandersetzungen zerstört. Dabei starben 78 Menschen. In Althof, heute ein Ortsteil von Bad Doberan, stehen noch Reste der alten Klosterscheune. Die Neuansiedlung erfolgte 1186 in Doberan.
Im Jahr 1232 stand auf dem Gelände des Klosters ein kleinerer Vorgängerbau, der im 13. Jahrhundert durch ein neues Münster ersetzt wurde. Um 1280 begann der Bau, wobei erhaltene Teile der romanischen Kirche in den neuen Baukörper einbezogen wurden. Um 1296 waren der Rohbau und das Dachwerk des gesamten gotischen Münsters fertiggestellt, 1301 die erste Bronzeglocke unter Abt Johann von Elbing geweiht. Neun Jahre später war die Erstausstattung des Chorraumes fertig, der Hochaltar bereits um 1300. Am 3. Juni 1368 wurde durch den Schweriner Bischof Friedrich II. mit seinem Weihbischof Goswinus Grope die Klosterkirche geweiht. Das Münster war die wichtigste landesfürstliche Grablege im Mittelalter, was seine besondere politische Bedeutung unterstrich.

### Vollendung des Rohbaues um 1296
1296 waren der Rohbau und das Dachwerk des gotischen Münsters fertiggestellt. Nach neuester dendrochronologischer Untersuchung wurde der Dachstuhl bereits 1296 aus frisch verbautem Eichenholz fertiggestellt. Der Rohbau wurde damit in einer enorm kurzen Bauzeit von ca. 15 Jahren vollendet.
Ein charakteristisches Merkmal der Kirche sind die Kreuzrippengewölbe, die denn Abschluss des Rohbaus bildeten. Schrittweise unterstützt durch Lehrgerüste wurden die Gurtrippen, dann die Kreuzrippen und der Schlussstein eingebaut. Ohne unterstützende Gerüste wurden nun die Gewölbekappen eingemauert und mit einem Gussmörtel verfestigt. Auf dem Dach zierte ein etwa 20 Meter hoher Dachreiter die Kirche, in dem bereits eine im Jahre 1301 gegossene Bronzeglocke unter Abt Johann von Elbing aufgehängt und geweiht wurde. Neun Jahre später war die Erstausstattung des Chorraumes fertig, der Hochaltar bereits um 1300. Der Ostchor wurde vermutlich behelfsmäßig eingedeckt und ab 1310 genutzt, abgeteilt durch eine Trennwand.
Parallel zum Baufortschritt begann man mit dem Abriss der romanischen Kirche. Das alte Material wurde zum Verfüllen der Pfeiler und Wände verwendet, da die einmal geweihten Steine zu profanen Zwecken nicht verwendet werden durften. Vielfältige Finanzierungsquellen ermöglichten den raschen Baufortgang. Die zum Kloster gehörenden landwirtschaftlichen Flächen wurden bereits im 14. Jahrhundert nicht mehr durch die Laienbrüder in Eigenwirtschaft bestellt, sondern das Land wurde verpachtet. Pächter waren entweder Landlose oder ehemals freie Bauern. Die in Klosterdörfern angesiedelten freien Bauern wurden in feudale Abhängigkeit geführt.
Das Kloster gewährte ihnen Schutzherrschaft bei Kriegen, Heeresfolgepflicht sowie sonstigen Nöten und der damit verbundenen Verschuldung. Der freie Bauer übergab seinen Boden gegen Zins und Dienste und bekam diesen und ein weiteres Stück Land als Lehen zurück. Die Zisterzienserklöster wurden immer mehr zu feudalen Zentren, die eine bedeutende wirtschaftliche und politische Macht darstellten. Weitere Einnahmequellen waren geschickte Finanzoperationen und Grundstücksgeschäfte sowie reiche Stiftungen, Donationen und Ablasserträge kirchlichen Ursprungs.

### Säkularisation

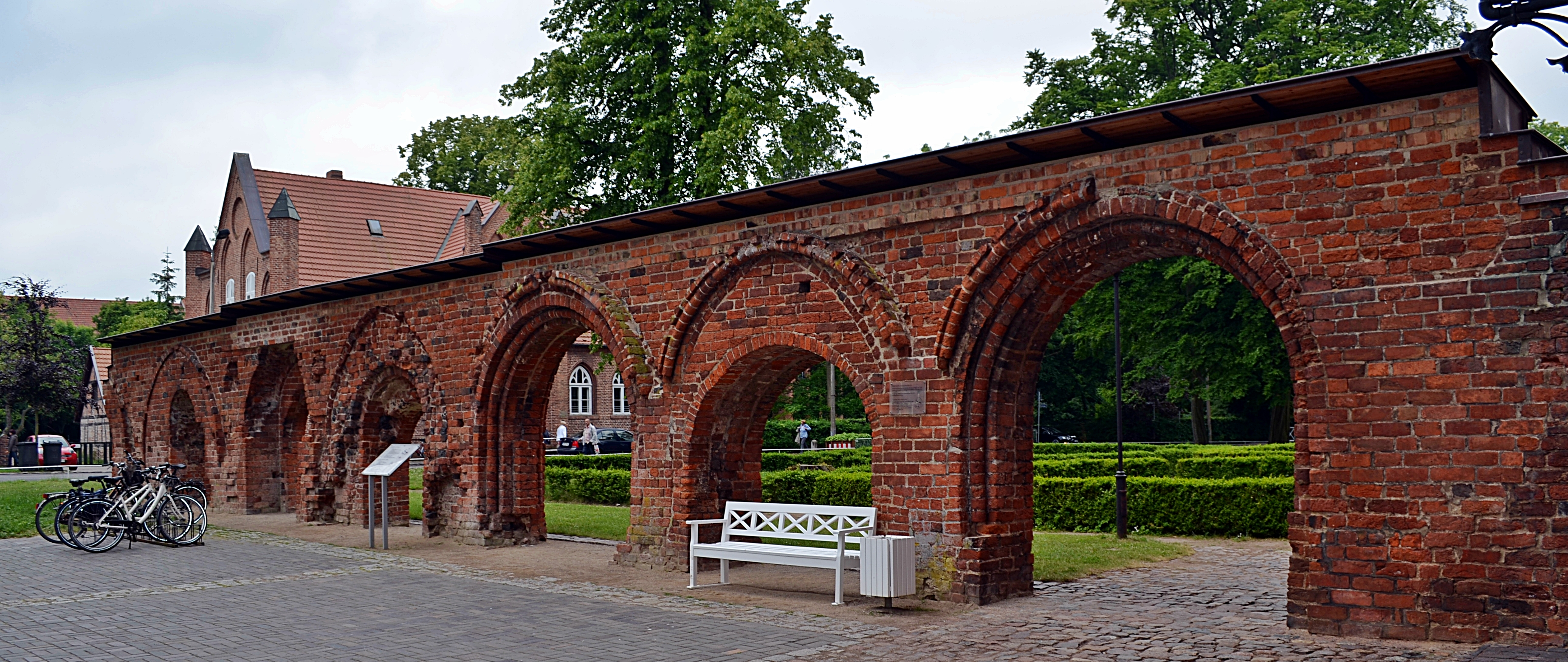
Zwischenwand des Ostflügels der Klausur, frühes 13. Jahrhundert

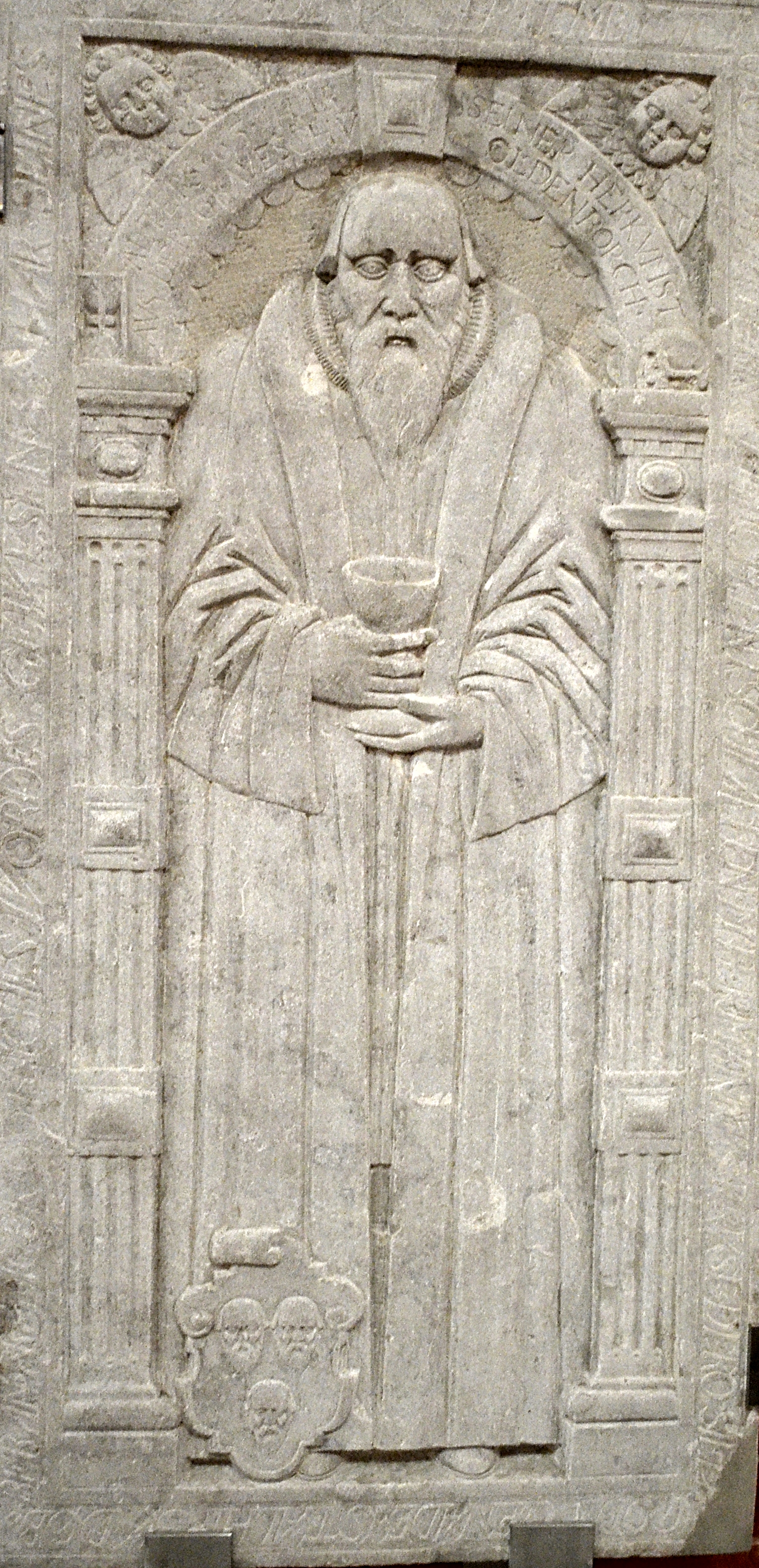
Renaissancegrabplatte des ersten lutherischen Pfarrers Hermann Kruse († 1599)

Das Kloster besaß bis zur Reformation umfangreichen Grundbesitz. Durch die Abgeschiedenheit und Bedeutungslosigkeit Bad Doberans von der Auflösung des Klosters im Jahre 1552 bis in das 19. Jahrhundert gingen die Erneuerungsphasen der Renaissance, des Barock und des Rokoko am Doberaner Münster weitestgehend vorbei. Heute birgt es trotz Verlusten über die Jahrhunderte die vollständigste Originalausstattung (85 %) aller Zisterzienserklosterkirchen.
Im beginnenden 16. Jahrhundert gab es bedeutende Reformversuche und die neue Lehre der Reformation sowie die Lehren Martin Luthers fanden zunehmend auch Anhänger in Mecklenburg. Die bedeutendsten Anhänger der neuen Lehre waren die beiden mecklenburgischen Herzöge Heinrich V. und Albrecht VII. Gleichzeitig gab es politische Rivalitäten zwischen den beiden Brüdern. Beide Herzöge waren erst angetan von der Reformation. Doch Albrecht VII. und seine Frau Anna von Brandenburg wandten sich bald wieder dem Katholizismus zu, während sich sein Bruder Heinrich V. zum neuen Glauben bekannte und im Jahr 1526 dem Torgauer Bund beitrat, als Opposition zu den katholischen Reichsständen. In seinem Landesteil führte er die Reformation ein. Der offene Konflikt zwischen den Brüdern führte am 7. Mai 1520 zu einer Teilung Mecklenburgs (Neubrandenburger Hausvertrag) in die Teile Schwerin und Güstrow. In den geteilten Gebieten kam es dann zu gegenläufigen Entwicklungen.
Nach dem Tod Albrechts VII. 1547 konnte Heinrich V. mit seinem Neffen Johann Albrecht I. im Güstrower Landesteil am 20. Juli 1549 auf dem Landtag in Sternberg die Ablehnung des Augsburger Interims durchsetzen und das Luthertum zur Landeskirche erheben. Es gab von da an ein gemeinsames Glaubensbekenntnis. Das Kloster Doberan fiel nun in den Herrschaftsbereich Schwerins, welches Heinrich V. unterstand. Dieser berief 1521 Joachim Slüter als Reformator für Mecklenburg an die Universität Rostock. Durch Slüter bestand ein enger Kontakt nach Wittenberg. Slüter war es auch, der die Reformation in Mecklenburg weiter vorantrieb.
1535 war der größte Teil des Landes lutherisch. In einer 1535 durchgeführten Visitation im Schweriner Teil wurde auch das Doberaner Kloster besucht. Das Doberaner Kloster stand noch unter dem Schutz des Herzogs, der an sich die Reformation forcierte. Die Herzöge hielten sich jedoch aus politischen Gründen zurück. So kam es, dass Mecklenburg erst relativ spät zum neuen Glauben übertrat. Dies geschah 1549 auf dem Landtag an der Sagsdorfer Brücke bei Sternberg. Die Reformation verlangte eine neue Organisation. Aus der allgemeinen Kirche wurde die Landeskirche geformt. Superintendenturen wurden eingerichtet. Die letzten Katholiken behandelte man im Allgemeinen schonend.
Bei einer 1552 durch Johann Albrecht I. initiierten Generalvisitation wurde eine revidierte Kirchenordnung publiziert. Diese neue Ordnung regelte die Säkularisation der Landesklöster und die Einverleibung ihrer Besitzstände in das landesherrliche Domanium, was bisher aufgeschoben wurde. Damit endete die klösterliche Ära im Doberaner Kloster, welches erst 1530 durch Kaiser Karl V. eine Bestätigung seiner Privilegien erhalten hatte. Am 7. März 1552 kam es zu einem Vergleich zwischen dem amtierenden Abt Nikolaus Peperkorn und dem Herzog. Der Abt bestätigte dem Herzog, dass er das Kloster und die Besitztümer „ganns freywiligk, ungezwungenn unnd ungedrungenn“ übergeben habe. Vermutlich kam es nach der ersten Visitation von 1535 zu einem deutlich sichtbaren Niedergang des Doberaner Klosters, das seine geistliche Vormachtstellung schon 1419 an die gerade gegründete Universität Rostock abgeben musste. Es ist in einem Schreiben von Abt Nikolaus Peperkorn an den Herzog Johann Albrecht I. überliefert, dass er um Hilfe durch den Herzog bat. Er schreibt weiter, weil „yck unde myne myth Conventsbrodere unde personen olde swacke begadete luden weren“, die nicht mehr das Kloster und die Besitztümer in gewohnter Weise bewirtschaften können. Zum Erhalt des Konventes veräußerte der Abt bereits Ausstattungsstücke und Pferde. In einer Urkunde über die Verfassung des Klosters durch den Abt heißt es auch, dass sich der derzeitige Herzog Johann Albrecht I. „syck dysses klosters und dersulwigen underdanen onde thogehorygen guderen gnedychlych tho undernehmen unde de myth ieren amptluden fürder tho bestellen“.
Es kommt zur Unterzeichnung einer Abdankungsurkunde durch den Abt, in der ihn der Herzog mit einer jährlichen Leibrente von 100 Thalern abgefunden hat. Der Abt mit seinen noch lebenden Mitbrüdern zog sich in das Tochterkloster Pelplin zurück. In Doberan wurde ein herzogliches Amt eingerichtet und das Kloster und dessen Besitz durch den herzoglichen Hauptmann Jürgen Rathenow in Besitz genommen; im Münster wurden Reliquien entfernt und es kam zu Zerstörungen der Klosteranlage. Das nach der Auflösung in herzoglichen Besitz gefallene Gelände des Klosters Doberan war in seiner Planung nur noch als Steinbruch nutzbar.
Herzog Ulrich von Mecklenburg konnte diesem Prozess Einhalt gebieten und verhindern, dass nach dem ersten Abbruch von Teilen der Klausurgebäudes auch noch die Klosterkirche Stein für Stein abgetragen wurde. Der Grund für seine Bemühungen lag darin, das Münster als Grablege des Fürstenhauses zu erhalten. Bald danach begann auf Veranlassung der Herzogin Elisabeth, der Gemahlin des Herzogs Ulrich, eine Sanierung des Münsters. Nach ihrem Tod hieß es am 23. November 1586 bei David Chytraeus:

„Die herrliche Closter-Kirche zu Doberan, darin von anfang der Christlichen Religion in diesen Landen von 400 jahren hero die loblichen Fursten zu Meckelnburg, darunter auch ihr erster Herr vnd Ehegemahl Hertzog Magnus, ire begrebnus gehabt, als sie in dieser vnserer zeit Religions verenderung von den Fursten eingenomen vnd durch lanckheit der zeit bawfellig worden, hat sie bey den Hertzogen zu Meckelnburg so lang angehalten vnd mit vermanen vnd bitte nicht abgelassen, bis sie ihren hochloblichen Voreltern zu schuldigen Ehren nicht mit geringen unkosten dieselbige wiederumb ernewert vnd allenthalben gebessert vnd verzieret haben.“

Nachdem der letzte Doberaner Abt, Nikolaus Peperkorn, 1564 in Pelplin verstorben war, wurde im selben Jahr in Doberan der erste evangelische Prediger Hermann Kruse eingesetzt. Damit wurde das Münster letztlich als Doberaner Pfarrkirche gesichert.
Das altehrwürdige Münster, mit der langen Tradition als Familiengrablege des Mecklenburger Herrscherhauses, hatte ausgedient. Johann Albrecht wollte neu beginnen; der Dom von Schwerin sollte nach seinen Vorstellungen als lutherische Familiengrablege an Bedeutung gewinnen. Bereits seinen Onkel Heinrich V. ließ er trotz eines anderslautenden testamentarischen Willens in Schwerin bestatten. Das Verhältnis zu seiner Mutter Anna von Brandenburg war durch ständige religiöse Konflikte bestimmt, und auch hier setzte er sich nach ihrem Tod über ihre Wünsche hinweg. So wurde die katholische Herzogin ebenfalls in Schwerin zu Grabe getragen.
Ein Inventarium von 1552 nennt zahlreiche Ausstattungsgegenstände des gesamten Klosters. So wird für das Münster der Hochaltar mit silberbeschlagenen und goldenen Gegenständen aufgezählt. Weiter gab es in der Kirche kristallene Leuchter, mehrere Kästchen, Heiligtümer und andere Kassetten. Für die Torkapelle werden Kelche, Kruzifixe und vergoldete Engel auf dem Altar erwähnt. Im Bibliotheksbestand befinden sich mehr als 150 Bücher. Die Werkstätten (Glaserei und Schuhhaus) und die Ställe waren gut ausgestattet, in der Küche, im Backhaus und in der Mühle lagerten viele Vorräte.
Zur weiteren Entwicklung des ehemaligen Klosters schreibt Sven Wichert: „Nach der Säkularisation bildeten die Besitzungen der aufgehobenen Klöster Doberan und Marienehe zusammen das Amt Doberan, welches die herzöglichen Brüder Johann Albrecht I. und Ulrich gemeinsam verwalteten.“ 1611 kam es wieder zu einer Landesteilung in die Herzogtümer Schwerin und Güstrow. „Mit dem Vertrag von Fahrenholz 1611 wurden die mecklenburgischen Ämter zwischen den Herzögen Johann Albrecht II. und Adolf Friedrich I. aufgeteilt, wobei Herzog Adolf Friedrich I. das Amt Doberan mit leicht verändertem Zuschnitt unterstellt wurde. Herzog Adolf Friedrich I. plante um 1625 die Verpachtung der Ämter Doberan und Bukow an eine compaignia aus Holland für jährlich 100.000 Gulden.“

### Die Zeit nach dem Dreißigjährigen Krieg bis heute
Nachdem das Kloster die Säkularisation relativ unbeschadet überstanden hatte, wurden die Klosteranlage und das Münster 1637 im Dreißigjährigen Krieg geplündert und beschädigt. Bereits ein Jahr später begannen Sicherungsarbeiten am Dach und der Ausstattung des Münsters. Zum Ende des Krieges wurden einige Klostergebäude abgetragen. Größere Erneuerungsphasen wie die Barockisierung blieben weitgehend aus. Nachhaltig war die Prägung durch eine Reihe von Pastoren, wie Franz Wilhelm Seemann, der über ein Vierteljahrhundert die Kirchengemeinde von Doberan betreute. Ab 1774 war das Münster der Sitz des Superintendenten; erster Superintendent war Ferdinand Ambrosius Fidler, der nach Veruntreuung von Kirchengeldern sich bereits 1778 durch Flucht der Bestrafung entzog.
Während der französischen Besatzung Mecklenburgs durch Napoleon von 1806 bis 1813 nahmen die verbliebenen Bauwerke weiteren Schaden, wieder wurde die Klosterkirche als Magazin genutzt.
Einen großen Aufschwung erfahren Doberan und das Münster erst wieder 1793 durch die Gründung des ersten deutschen Seebades in Heiligendamm durch Großherzog Friedrich Franz I. Doberan wird seine Sommerresidenz.
In den Jahren 1829–1834 wurden Reparaturen und eine Neufassung des Innenraums durch Carl Theodor Severin durchgeführt, sowie von 1848 bis 1875 vor allem die Ausstattung durch Ludwig August Bartning und Theodor Krüger restauriert.
In der Zeit zwischen 1883 und 1896 erfolgte im Auftrag des Großherzogs Friedrich Franz II. eine Wiederherstellung unter Leitung des Baurats Gotthilf Ludwig Möckel. Dabei wurde die Innengestaltung des Münsters im zeitgenössischen neugotischen Stil verfremdet. Der bauliche Zustand der Kirche zeigte erhebliche Mängel. Statische Probleme und dringend notwendige Instandsetzungen der Bausubstanz machten größere Eingriffe notwendig. Die Chorkapellen erhielten eigene Dächer, während bis dahin alle Kapellen mit einem gemeinsamen Dach bedeckt waren. Aus dieser Zeit stammt auch die heutige Form des Dachreiters. Entsprechend den Ordensregeln der Zisterzienser hat das Münster keine Westtürme und kein großes Glockengeläut, sondern lediglich einen Dachreiter.
Im Zweiten Weltkrieg wurde das Münster nicht beschädigt. Eine 1962 begonnene Restaurierung, die 1976 im Kircheninnern fortgesetzt wurde, beseitigte die wesentlichen Veränderungen. Von 1964 bis 1984 wurde das Münster erneut außen und innen restauriert. Entscheidend für die Wirkung des Inneren war die Erneuerung der Ausmalung. Vom Anfang des 14. Jahrhunderts stammen Reste von Glasmalereien. Es handelt sich dabei um Ornamentscheiben mit Efeu-, Ahorn- und Weinlaubblättern sowie figürliche Scheiben mit Architekturhintergrund. Gefördert wurde dies von Seiten der Regierung der DDR, um das Münster als herausragendes Beispiel der nordischen Backsteingotik zu erhalten. Die ehemalige Klosterkirche stand auf der Liste nationalbedeutender Denkmäler mit internationalem Kunstwerk in der DDR auf Rang drei.
2002 begannen weitere umfassende langjährige Restaurierungsmaßnahmen. 2009 wurde die Sanierung der Schuke-Orgel abgeschlossen. Das Münster wird derzeit für Gottesdienste, aber auch für Konzerte, Führungs- und Besichtigungsbetrieb genutzt. Es werden jährlich etwa 200.000 Besucher gezählt.

### Gescheiterter Antrag auf UNESCO-Weltkulturerbe
Das Doberaner Münster stand in einer Liste der Deutschen Demokratischen Republik mit Vorschlägen zur Aufnahme in das UNESCO-Welterbe, wurde aber nach der Wiedervereinigung 1990 nicht in die gesamtdeutsche Tentativliste übernommen.
Die Stadt Bad Doberan verfolgte seit 2005, zusammen mit der Münsterverwaltung der Evangelisch-Lutherischen Kirchengemeinde und dem Verein der Freunde und Förderer des Klosters Doberan e. V. das Ziel, den Welterbestatus zu erreichen. Für die einmalige hochgotische Innenausstattung des Münsters wurden Bewerbungsunterlagen zur Aufnahme in das Weltkulturerbe erarbeitet.
Im Bewerbungsverfahren wurde am 23. Mai 2012 durch alle Parteien mit Ausnahme der NPD im Landtag Mecklenburg-Vorpommerns ein Landtagsbeschluss gefasst, das Doberaner Münster – gleichberechtigt mit dem Schweriner Residenzensemble – in die Vorschlagsliste Deutschlands für das Weltkulturerbe aufzunehmen. Während dieser parlamentarischen Sitzung wurde hervorgehoben, dass der Antrag für eine hochgotische Innenausstattung einzigartig sei und somit in besonderem Maße dem Wunsch der UNESCO-Kommission nach Ausfüllung der „inhaltlichen Lücken“ im Weltkulturerbe gerecht werden könne. Überdies seien die Chancen für das Bundesland dadurch erfolgversprechender, eine weitere Listung auf der Welterbeliste zu erreichen. Im Vorfeld hatten die Doberaner Arbeitsgruppe und deren Fachberater bereits entsprechende Antragsunterlagen erarbeitet. Die Fachautoren waren Gerhard Weilandt (Ernst-Moritz-Arndt-Universität Greifswald) und Markus Hörsch (Bamberg/Leipzig). In der Landtagssitzung wurde auch auf den starken Bürgerwillen der Bad Doberaner für das Vorhaben durch eine Unterschriftenaktion mit mehreren tausend Stimmen hingewiesen.
Die Bewerbung des Münsters scheiterte 2014. Bezugnehmend auf den 70-seitigen Abschlussbericht des Fachbeirates, führten zwei Hauptgründe zur Nichtaufnahme des Doberaner Münsters in die Vorschlagsliste. Erstens die thematische Schwerpunktsetzung durch den Beirat: Das religiöse Erbe in Hinblick auf christliche Stätten war kein Schwerpunktthema im Auswahlverfahren, was einen klaren Nachteil für die Doberaner Bewerbung bedeutet und damit keine Möglichkeit zur Unterschutzstellung der einmaligen Ausstattung bot. Diese Kategorienbildung war den Antragstellern, so auch der Doberaner Arbeitsgruppe und ihren Beratern nicht bekannt. Als Zweites stellen die Ausstattungsstücke keine Kulturgüter gemäß UNESCO-Übereinkommen dar, wobei der Fachbeirat die besondere künstlerische und kunsthandwerkliche Qualität der Objekte anerkennt, jedoch seien Ausstattungsstücke keine Kulturgüter gemäß der unter Artikel 1 des UNESCO-Übereinkommens zum Schutz des Kultur- und Naturerbes der Welt definierten „Monumente, Ensembles und Stätten“. Zudem umfasst der Antrag bewegliche Kulturgüter, die gemäß Operational Guidelines § 48 nicht berücksichtigt werden. Über eine erneute Bewerbung in einigen Jahren wird von Doberaner Seite nachgedacht.

## Architektur

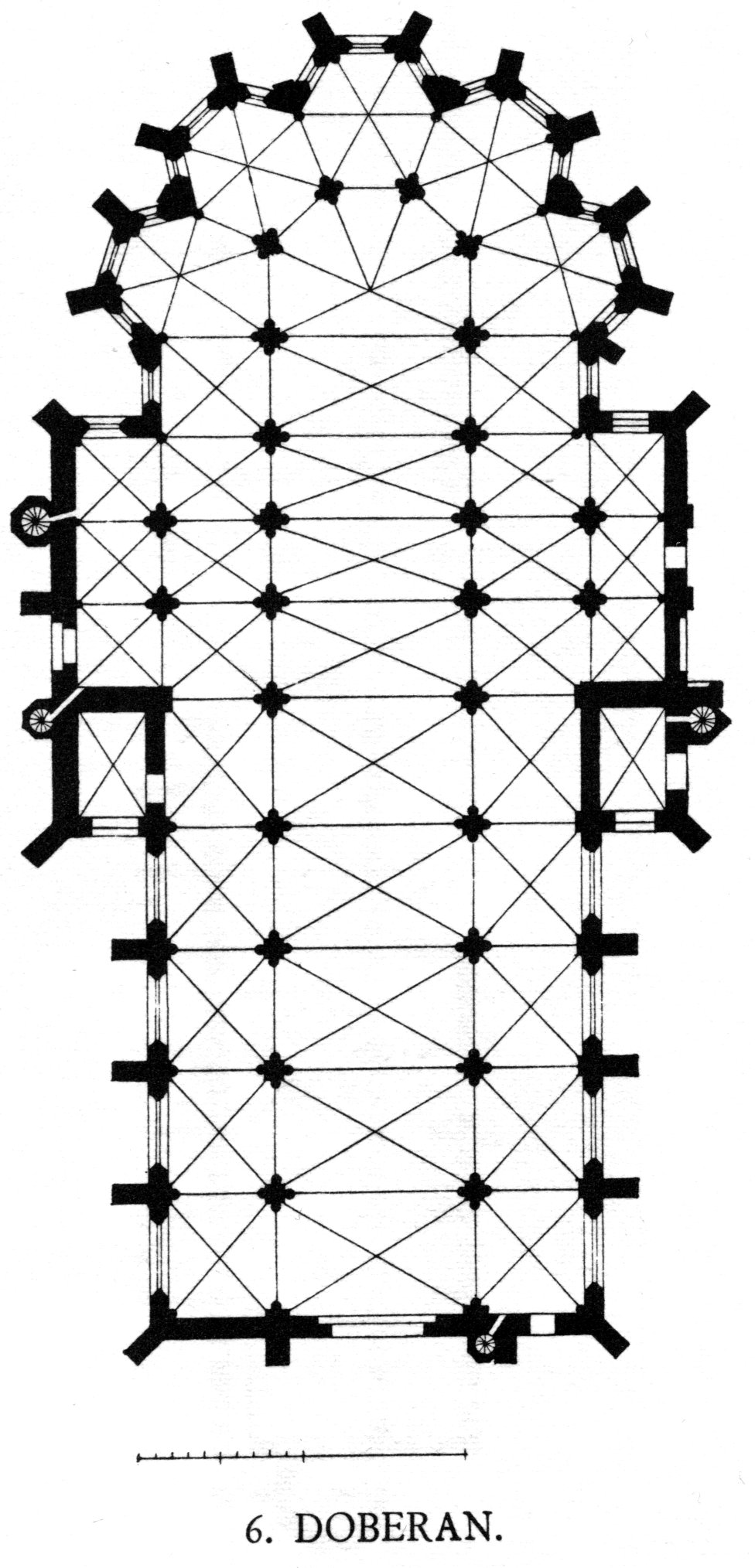
Grundriss

Das Doberaner Münster ist eine einmalige Symbiose aus einem reifen gotischen Kathedralbau nach Vorbild der französischen Kathedralen, aus Stilelementen der übrigen Hanseatenkirchen und Prägungen durch die Bauregeln der Zisterzienser.
Die Doberaner Klosterkirche lässt nur noch wenig von dem einstigen Streben nach Einfachheit und Strenge der Zisterzienser erkennen. Die Ordensreform liegt bereits 250 Jahre zurück. Im Gegensatz zu anderen religiösen Ordensgründungen suchten die Zisterzienser sich gern abgelegene und schwer zugängliche Gebiete für Klosterneugründungen, entfernt vom Leben der großen Städte. Dabei leisteten sie einen wichtigen Anteil an der Kultivierung und Fruchtbarmachung des Landes und waren aufgrund dieser land- und wasserwirtschaftlichen Fähigkeiten bei Landesherren durchaus gern gesehen.
Doberaner Mönche sahen während ihrer Reisen in Frankreich die dort emporwachsenden gotischen Kirchen. Sie brachten diese Bauideen mit und verwirklichten sie hier. Auch in den umliegenden Hansestädten begann der Bau von gotischen Kirchen als Stadtkirchen. Einen weiteren Einfluss auf den Bau der Kirche übten auch die ansässigen Landesherren aus. Doberan wurde die wichtigste Grablege der mecklenburgischen Fürsten, die im Zusammenhang damit Geld für eine entsprechende Ausstattung stifteten. Die Vorbilder dieses Bauwerkes sind die Lübecker Marienkirche, die Nikolaikirche in Stralsund und die Marienkirche in Rostock.
Das gewölbte Mittelschiff hat mit 26 Metern Höhe und elf Metern Breite (Gesamtinnenlänge 76 Meter) einen intimeren Charakter als andere vergleichbare Kirchen, die im Innenraum wesentlich höher aufstreben. Mit den beiden halb so hohen Seitenschiffen, dem kreuzförmigen Querschiff und dem polygonalen Chorabschluss, an den sich nach außen fünf Kapellen anschließen, ist das Münster ein Beispiel für Formensinn und für technische Überlegung. Entsprechend den Ordensregeln der Zisterzienser hat das Münster keine Westtürme und kein großes Glockengeläut, sondern lediglich einen Dachreiter, dem seine heutige Form bei der Wiederherstellung durch Gotthilf Ludwig Möckel gegeben wurde.
Hinter dem heutigen Hauptportal, welches 1884 bis 1891 angelegt wurde, schloss sich der Klausurtrakt der Mönche an. Eine romanische Bogenwand von 1220 ist erhalten geblieben. Die Westfront des Mittelschiffes ist durch einen Ziergiebel geschmückt, dessen heutiger Zustand dem von 1350 entspricht. An der Westfront des südlichen Seitenschiffes befinden sich Reste der ersten romanischen Kirche mit Rundbogenportal, Kreuzbogenfries und halbem Treppengiebel. Die Giebelrosette und die Größenverhältnisse des Dachreiters zum Gesamtbau sind ein Resultat der Wiederherstellung durch Möckel.
Das Nordportal aus der Zeit um 1300 führte einst zum Mönchsfriedhof. Nordöstlich davon befindet sich das frühgotische Beinhaus von 1250, das die Gräberreste des Mönchsfriedhofs aufnahm. Es wurde 1883 ebenfalls umfassend restauriert, wobei die frühgotischen Wandmalereien komplett übermalt wurden. Die zu dieser Zeit hinzugefügte Laterne, ein durchbrochener, türmchenartiger Aufsatz über dem Gewölbe, wird heute von einem Zeltdach verdeckt und ist nur von innen zu sehen.
Zentralpfeiler in den Querschiffen
Die farbliche Gestaltung entspricht nicht den Bauvorschriften des Zisterzienserordens nach Schlichtheit und Einfachheit. Nur dass diese nicht figürlich bemalt und nicht plastisch verziert sind, ist noch ordenstypisch. Die farbige Kachelmalerei am Zentralpfeiler im nördlichen Querhaus (ein vergleichbarer Pfeiler befindet sich im Südquerhaus), entstand bereits im 14. Jahrhundert nach orientalischen Vorbildern. Das orientalische Kachelmuster könnte durch Heinrich I., genannt „der Pilger“, von seiner Pilgerreise vor 1302 aus der Heimat Christi mitgebracht worden sein. Durch die Pfeiler entsteht eine gewollte und für die Nutzung als Grabstätte und Ort der Memoria sinnvolle Kleinteiligkeit der Räume. Die Zentralpfeiler haben zusammen mit den Spreizbögen in der Vierung, den Jochbalken unter den Deckengewölben und den Strebepfeilern sekundär auch statische Funktion. Somit hat der Bau im sumpfigen Gelände möglichst viele Stützen in der Vierungsnähe.

## Ausstattung

### Hochaltar

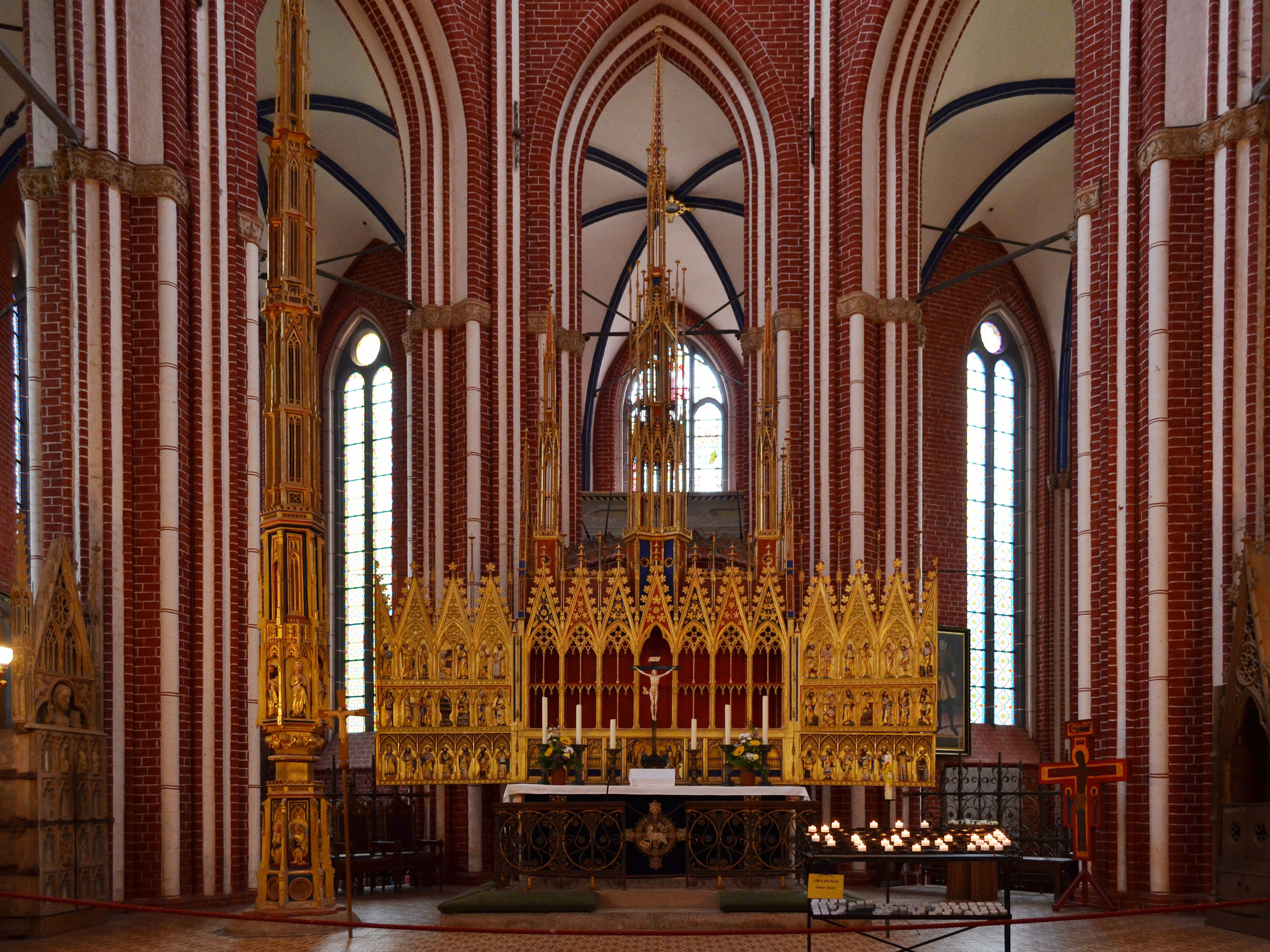
Blick auf den Hochaltar

Der Hochaltar (um 1300) ist der älteste Flügelaltar der Kunstgeschichte. Er hat eine typengeschichtliche Herkunft aus der steinernen Retabelwand einerseits und den Reliquienschreinen andererseits. Er ist ohne Fialentürme vier Meter hoch und wurde Ende des 19. Jahrhunderts restauriert. Im Mittelteil werden hochgotische Architekturformen in einer siebenachsigen Arkadenreihe mit Wimpergen verkleinert, die einst Reliquiare enthielten. Über dem Mittelteil erheben sich drei zierlich durchbrochene Fialentürme, von denen der mittlere sechs Meter hoch ist. Auf den Flügeln wurden in den beiden oberen Figurenreihen Szenen aus dem Alten und Neuen Testament in typologischer Entsprechung wiedergegeben. Diese Figuren ähneln in der grazilen Körperhaltung und der Gewandung französischen Kathedralskulpturen, ihre Herkunft ist umstritten (lübisch oder westfälisch-magdeburgisch). Die unterste Figurenreihe ist jüngeren Datums (vor 1368) und unterscheidet sich stilistisch wie inhaltlich (es werden die 12 Apostel, die beiden Schutzheiligen gegen die Pest (Papst Fabian und St. Sebastian) und die Marienkrönung dargestellt) vom übrigen Figurenschmuck.

### Kreuzaltar

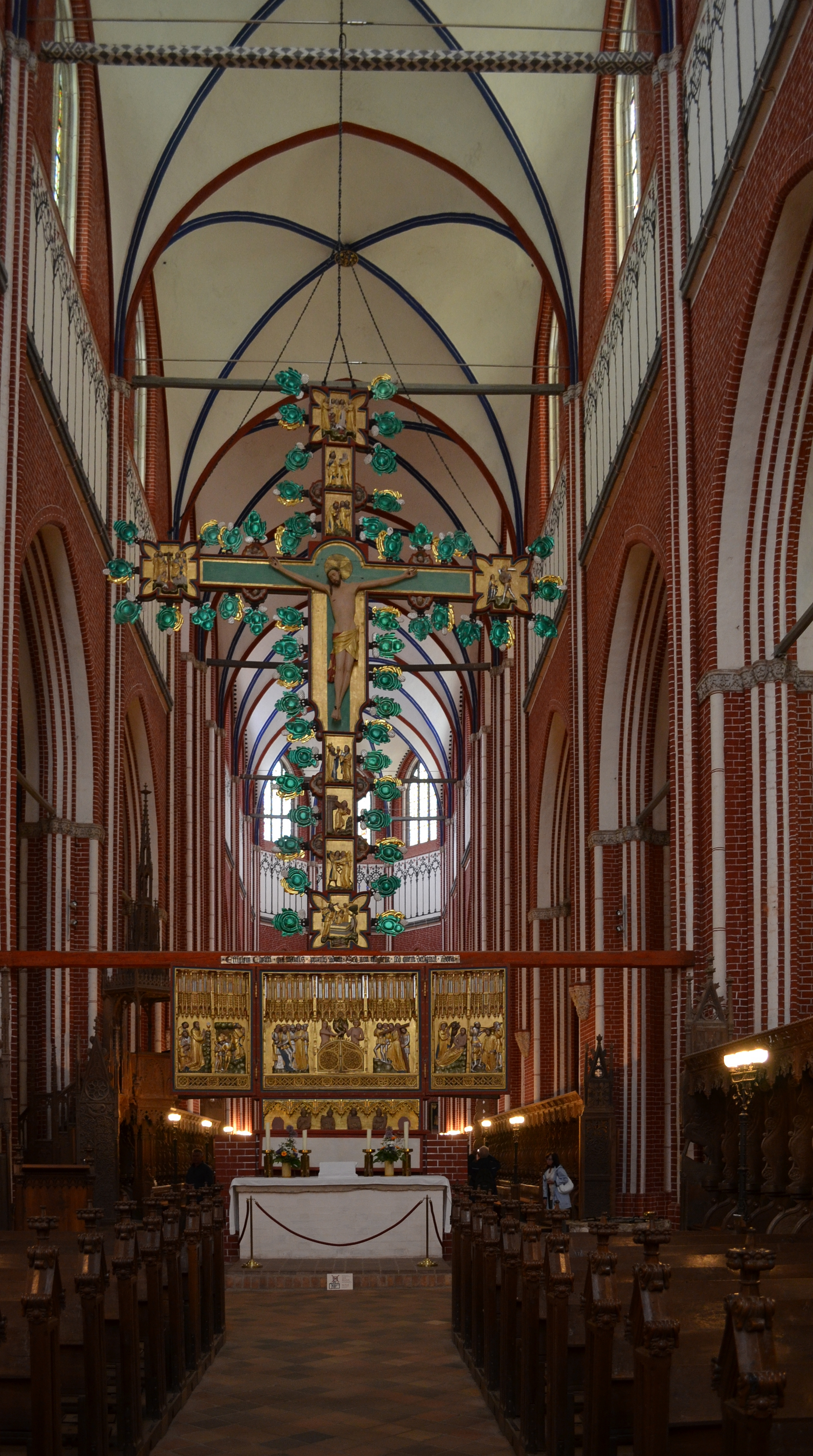
Christusseite des Kreuzaltars

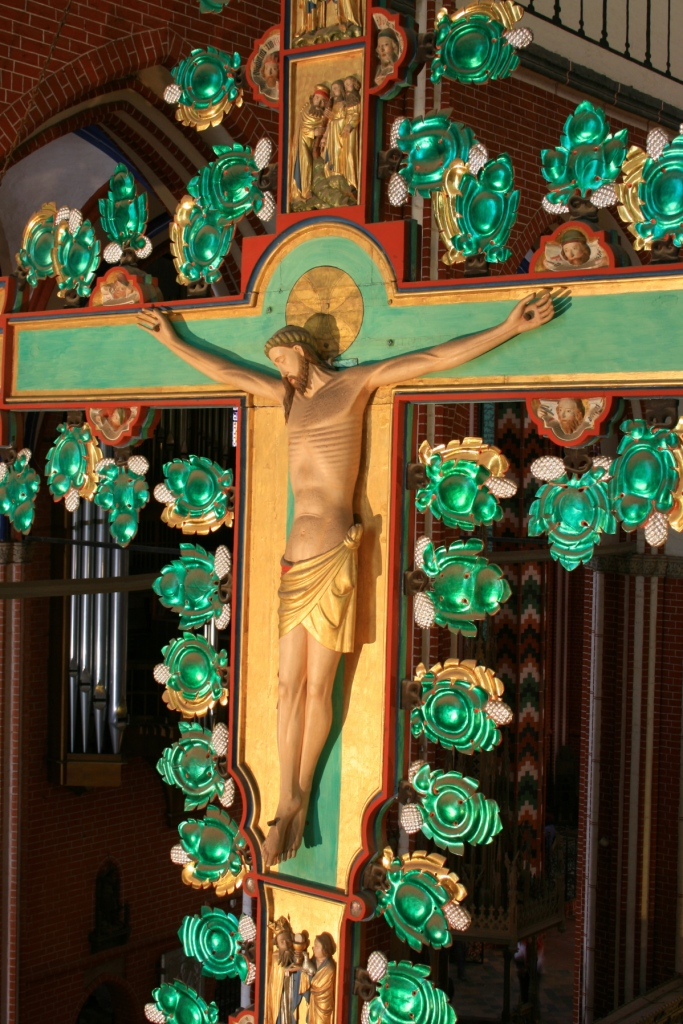
Christus am Kreuzaltar

Der doppelseitige Kreuzaltar befindet sich heute wieder an seinem ursprünglichen Platz zwischen dem ehemaligen Mönchschor und dem Chor der Laienmönche (Konversen), nachdem er einige Jahrhunderte an der Westwand der Kirche aufgestellt war. Der Kreuzaltar und die ehemals übermannshohe Lettnerwand trennten den Mönchschor im Osten vom Laienchor im Westen. Er vereinigt einen zweiseitigen Flügelaltar mit einem ebenfalls doppelseitigen, 15 Meter hohen monumentalen Triumphkreuz und stammt aus der Zeit um 1360/70. Zur Schlussweihe der Kirche im Jahre 1368 war er wohl weitestgehend fertiggestellt. Es handelt sich um das monumentalste Werk seiner Art und Zeit europaweit, einzigartig in seinem elaborierten ikonographischen Programm.
Der wichtigste Unterschied zu den früheren Arbeiten ist der Grad der tatsächlich umgesetzten Naturbeobachtung. Der Altar stellt diesbezüglich die Wendemarke in der norddeutschen Kunst dar. Das Gesamtwerk ist beidseitig mit mehr als 30 Szenen aus der Bibel gestaltet und umfasst auf der Christusseite nach Westen Predella, Retabel und Triumphkreuz und auf der Marienseite nach Osten Reliquienschrein, Retabel und den „Guten Baum der Maria“ in Kreuzesform. Das Kreuz wurde als Lebensbaum gestaltet – gemäß der Worte Christi: „Ich bin der Weinstock, ihr seid die Reben“ (Joh 15,5 ). Die Darstellung Christi im lebensspendenden und über Satan triumphierenden Baum ist eines der wichtigsten Symbole mittelalterlicher Gläubigkeit. Das todbringende Kreuz ist nicht mehr Marterwerkzeug, sondern durch die Auferstehung Jesu Christi Symbol des ewigen Lebens.
Von links nach rechts sind, wie beim Hochaltar, alttestamentliche Szenen neutestamentlichen gegenübergestellt – ein sogenanntes typologisches Programm, da nach mittelalterlicher Denkweise das Alte Testament schon Hinweise auf das Erlösungswerk des Neuen Testaments enthielt (Typologie). So wurde zum Beispiel der betende Prophet Elija der Darstellung Christi am Ölberg zugeordnet. In der Szene des Sündenfalls auf der Westseite des Retabels wird die paradiesische Nacktheit durch zwei sehr fein geschnitzte Maßwerktürchen aus der Entstehungszeit des Altars verdeckt, die vermutlich in einer liturgischen Feier am Karsamstag geöffnet wurden, um der Befreiung Adams und Evas aus der Vorhölle zu gedenken. Passionsszenen wie die Kreuztragung und Dornenkrönung werden der Verspottung Ijobs gegenübergestellt. Gleiches gilt für die Marienseite des Altars, wie auch für das Monumentalkreuz (Meister der lübeckischen Triumphkruzifixe). Dieses einmalige Kunstwerk (Laienaltar und Triumphkreuz als Einheit) ist aufs Engste mit der Kunst des seit 1367 in Hamburg nachweisbaren Meister Bertram von Minden (etwa 1335–1415) verbunden.
Der lateinische Spruch zwischen Kreuz und Altar „Effigiem Christi qui transis pronus adora sed non effigiem sed quem designat adora“ bedeutet sinngemäß: „Das Bildnis Christi – der du vorübergehst – bete ehrfürchtig an (oder verneige dich ehrfürchtig) – aber nicht das Bildnis – sondern den, den es darstellt – bete an“.
Die Weinblätter um das Kreuz herum wurden 1982 nach mittelalterlicher Rezeptur in Lüsterfarbe restauriert. Die aus Eichenholz geschnitzten Blätter sind mit einem Kreidegrund versehen, überzogen mit einem dünnen Metallbelag und beschichtet mit in Ölfarbe gelöstem Grünspan. Die Lüsterfarbe war ein kostbarer Ersatz der Emaille der Goldschmiedekunst und war in der Herstellung aufwendiger und kostenintensiver als die Vergoldung einer vergleichbaren Fläche. Allerdings setzte bei der rekonstruierten Lüsterfarbe der Nachdunkelungseffekt durch Oxidation bisher nicht im gewünschten Maße ein. Der farbliche Kontrast ist für den Betrachter recht groß. Anfang 2007 wurde eine leichte Veränderung der Lüsterung im Zusammenhang mit einer geplanten Konservierung in Betracht gezogen. Auf vier der Blätter wurde eine Lasur zur Milderung des Kontrastes aufgetragen. Das Ergebnis war jedoch unbefriedigend. Es wurde durch das Landesamt für Denkmalpflege für die Beibehaltung der 1982 entstandenen Farbfassung plädiert, weil diese zweifelsohne dem mittelalterlichen Zustand recht nahe ist. Der oft als unbefriedigend angesehene Kontrast entsteht auch durch die im 19. Jahrhundert aufgetragene „stumpfe“ Vergoldung auf den Altarbildern und den Reliefs an den Kreuzarmen. Die darunter liegenden Reste der mittelalterlichen Vergoldung sind leuchtend golden.
Die Heiligenfiguren an der Predella
Die vier Kirchenväter: Hl. Augustinus; Hl. Hieronymus; Papst Gregor der Große; Ambrosius von Mailand
Die fehlenden Figuren: vermutlich Benedikt von Nursia und Bernhard von Clairvaux

### Marienleuchter

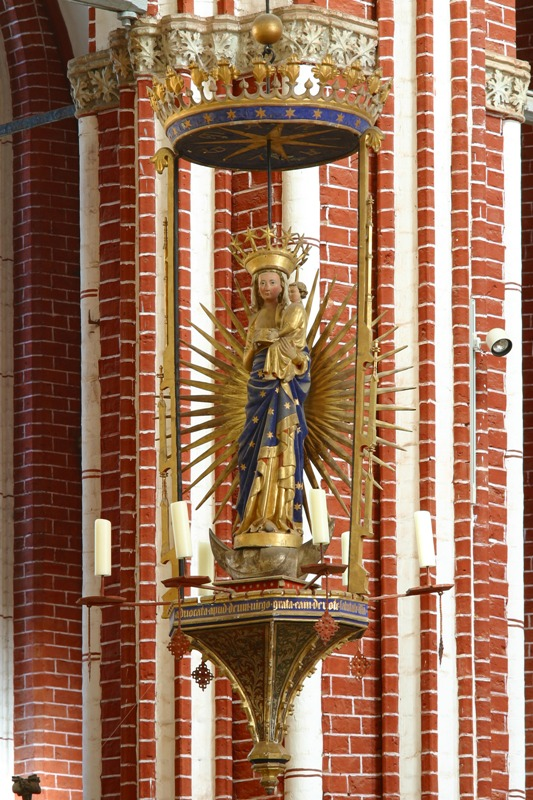
Marienleuchter

Eines der künstlerisch wertvollsten und bedeutendsten Schnitzwerke im Doberaner Münster ist der Marienleuchter im Chorraum. Der Leuchter, wie er in heutiger Form zu finden ist, entstand in zwei Stilepochen: Der im Presbyterium hängende Marienleuchter mit einer Marienfigur im spätromanisch-frühgotischen Stil aus der Zeit um 1280 wurde Anfang des 14. Jahrhunderts hergestellt. Die Madonna mit dem Christuskind ist der älteste Bestandteil. Es handelt sich um eine der frühesten Mondsichelmadonnen Deutschlands. Die eichenhölzerne Figur stand ab ca. 1300 als Hauptfigur in der Mittelnische des Hochaltars, wurde also zunächst für ein anderes Ausstattungsstück geschaffen. Dies ergab eine Stellprobe im Hauptaltar im Jahr 2007. Mit der Aufstockung des Hochaltares um die Apostelreihe um 1350/60 war diese Nutzung nun nicht mehr möglich. Für diese Funktion wurde der fast zwölf Meter hohe Sakramentsturm geschaffen.
Um 1400 wurde die Madonna dann Hauptbestandteil des neugeschaffenen Marienleuchters. Möglicherweise hat der wachsende Reichtum des Klosters oder eine Änderung in der Sakramentsaufbewahrung zum Austausch der Holzmadonna durch eine neugeschaffene Silbermadonna in den Hochaltar geführt. Sie wird nun als Himmelskönigin mit Baldachin, Sternenkrone, Sonne und Mondsichel, als apokalyptische Madonna, dargestellt, nach der Offenbarung des Johannes (Offb 12,1 ): „Und es erschien ein Weib, mit der Sonne bekleidet, und den Mond unter ihren Füßen und auf ihrem Haupt eine Krone von zwölf Sternen.“ und besonders herausgehoben, indem man sie dem Leuchter einfügte. Nach diesem biblischen Vers wurde der Leuchter gestaltet, wobei die zwölf Sterne der Krone die zwölf Stämme Israels symbolisieren und die Mondsichel die wechselnden Zeiten in Kirche und Welt. Die Sonne ist ein Zeichen der Herrlichkeit Mariens.
Die Gottesmutter Maria war Hauptpatronin aller Zisterzienserklosterkirchen und hat somit einen hohen Stellenwert in der bildlichen Kunst der Sakralbauten. Auch am Sakramentsturm (um 1350), dem Kelchschrank (um 1310), einigen Nebenaltären, dem Lettneraltar (um 1360), am Chorgestühl (14. Jahrhundert) und in den mittelalterlichen Fenstern der Doberaner Kirche ist sie dargestellt. Kind und Madonna halten eine Pyxis, ein kleines Behältnis, in dem mit hoher Wahrscheinlichkeit die geweihte Hostie, das Brot für die tägliche Messe mit Eucharistiefeier, aufbewahrt wurde.
Im Deckel des Baldachins erscheint das „Ave Maria“ als unendliche Huldigung an die Schutzpatronin geschrieben, gleichzeitig als ein Symbol für unendliches Gebet: der erste Buchstabe vom Wort „Ave“ ist auch der Endbuchstabe vom Wort „Maria“. An der Konsole befindet sich ein Vers: „hec est illa dulci rosa / pulchra nimis et formosa, / que est nostra advocata, / apud deum virgo grata, / eam devote salutate, / illam rogo inclinate“.
Außerdem stand unter den Füßen des Bildes, an der Stelle über dem Mond, die jetzt durch den Goldüberzug ganz zugedeckte Inschrift, die in einer Abschrift von 1648 erhalten ist: „Multae filiae congregaverunt divitias, tu supergressa es universas“.
Das gesamte Schnitzwerk ist 2,58 m hoch, die Marienfigur ca. 1,50 m. Im Laufe der Geschichte befand sich das Kunstwerk an unterschiedlichen Standorten. Um 1700 wurde die Madonna während der dänisch-sächsischen Einquartierung von Soldaten unter Oberst Bredow gestohlen, aber von Prinz Ruprecht von der Pfalz wieder zurückgeschickt. Heute befindet sie sich wieder an ihrem Originalplatz im Chorraum, nachdem das Bild 1858 in eine Seitenkapelle, die Pribislavkapelle, umgehängt wurde. Am 2. April 1813 ist dort der gesamte Leuchter niedergefallen und am 28. April des gleichen Jahres wieder aufgehängt worden.

### Mühlenaltar

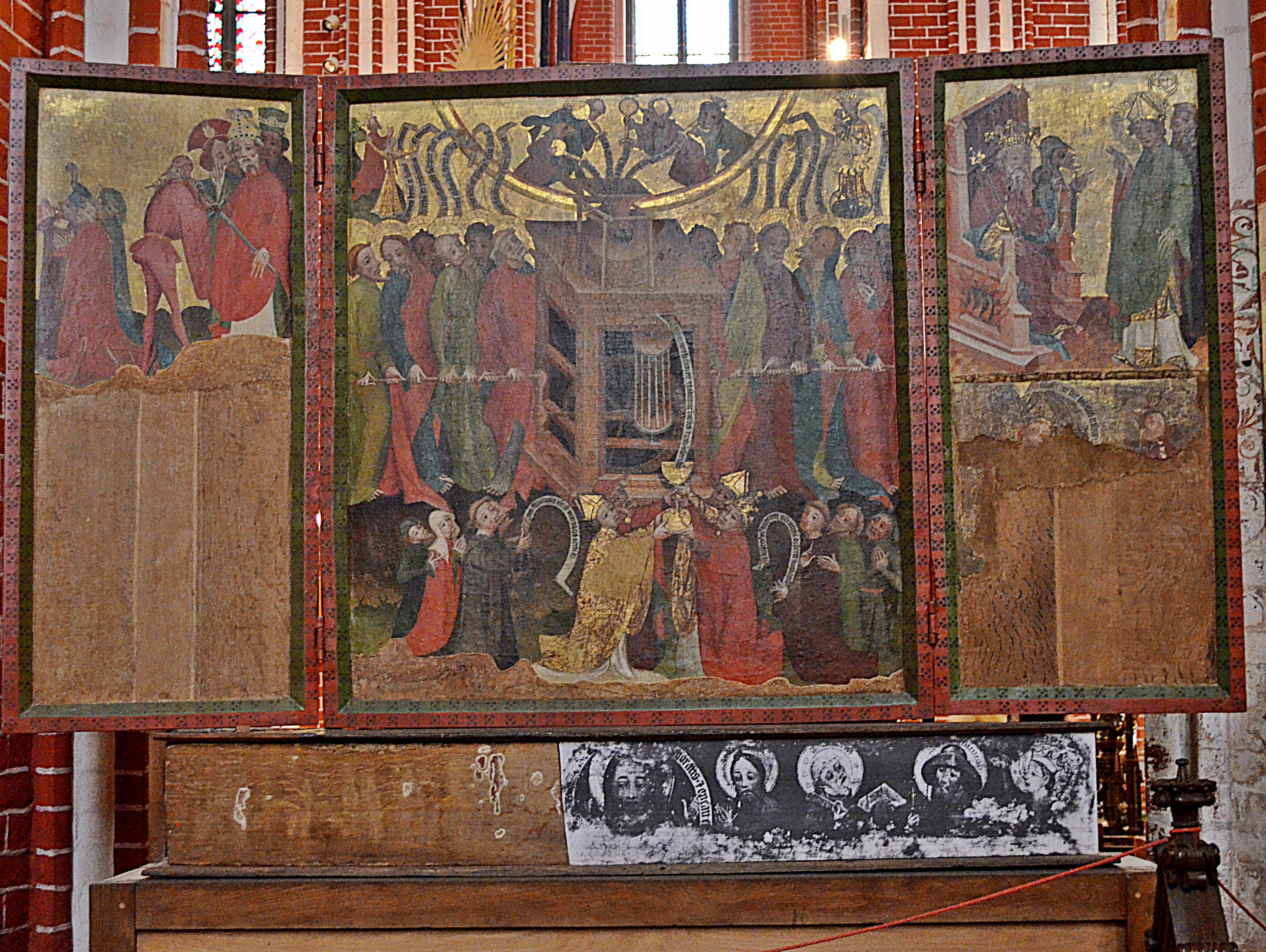
Mühlenretabel

Der Mühlenaltar aus der Zeit um 1410/20 im nördlichen Bereich des Kapellenkranzes entstand als eine der ersten Darstellungen dieser Art. Vermutlich gestiftet von Albrecht III. (Mecklenburg) und seiner zweiten Frau Agnes, stand er ursprünglich an der Ostwand des südlichen Querschiffs. Der Mühlenaltar ist kunstgeschichtlich eine Besonderheit, weil das Motiv der Mühle in dieser Zeit im Raum Rostock und Bad Doberan eine merkwürdige Häufung aufweist. Bisher sind in der Kunstgeschichte wohl nur 24 Darstellungen bekannt, davon neun Altäre. Vier Mühlenaltäre befinden sich in Mecklenburg-Vorpommern. Neben dem Doberaner Altar befinden sich Mühlenbilder in der Universitätskirche (Rostock), der Dorfkirche Retschow bei Bad Doberan und ein qualitätvolles geschnitztes Werk in Tribsees. Die Darstellungen sind bereits deutlich bildhafter als die des Doberaner Hochaltars aus der Zeit um 1300 und des Kreuzaltares von 1360. Die im 15. Jahrhundert aufstrebenden Predigerorden legten mehr Wert auf die deutliche Sprache der Verkündigung, die sich auch auf die bildende Kunst niederschlug. Diese Veränderung beeinflusste wohl auch die Zisterziensermönche in Doberan.
Die Mitteltafel des Doberaner Altares zeigt das Mühlenbild. Schwierige theologische Sachverhalte sollten den Laien verständlich vermittelt werden. Da sicher alle Menschen im Mittelalter das Grundprinzip einer Mühle kannten, erklärte man ihnen mit diesem Prinzip bildhaft die Transsubstantiationslehre. Die Hauptkomponenten des Geschehens ergeben ein Kreuz. Der Kreuzesstamm wird durch die vier Evangelisten mit ihren Symbolköpfen oben und die vier Kirchenväter unten, die Kreuzarme durch die zwölf Apostel zu beiden Seiten gebildet. Die Darstellung ist dreigeteilt: die Mühle und die Apostel bilden die Ebene der Vermittlung zwischen himmlischer und irdischer Sphäre. Die Mühle versinnbildlicht den Körper Christi, der die Wandlung hervorbringt, aber auch die Kirche als Verwalter des Wortes und des Gnadenbrotes. Gottvater ist nicht dargestellt, aber durch den Regenbogen symbolisch vertreten. Der umgekehrte Regenbogen schließt symbolisch die himmlische Welt ab, die aber von den himmlischen Wesen, den vier Evangelisten, geöffnet wird.
Die mittlere Haupttafel hat folgende Darstellung: In der Mitte schweben oben auf einem Regenbogen auf Goldgrund die vier Genien der Evangelisten, welche aus kugeligen Flaschen mit langem Hals das Wort Gottes in einen Mühlentrichter schütten. Das Wort ist dargestellt durch Spruchbänder, welche aus den Flaschen kommen und Inschriften tragen, aus der Flasche des Adlers (Johannes): „In principio erat verbum et“; aus der Flasche des Menschen (Matthäus): „Non omnes capiunt verbum istud“; aus der Flasche des Stieres (Lukas): „Videramus hoc verbum quod factum est“; aus der Flasche des Löwen (Markus): „Qui seminat verbum seminat“. Aus dem Trichter kommt ein Band mit dem Wort u'bū (= verbum). vielleicht als Fortsetzung von dem Schluss „et“ auf dem Band des Adlers, und geht auf die Mühlsteine.
Die zwölf Apostel, an jeder Seite sechs, stehen in einer Reihe neben dem Rumpf und drehen an einer Stange die Mühlenwelle. Die Apostel treiben die Mühle an, sie reinigen und verbreiten das Wort und bereiten daraus die heilbringende Seelenspeise für die Menschen zu deren Erneuerung und Erlösung. Sprüche von Eigenschaften, Fähigkeiten und Wirkung des Wortes unterstützen diese Aussage. Die Bewegung der Mühle stellt den irdischen Lebensweg Christi dar, die Apostel sind ihm dabei am nächsten; sie lebten und arbeiteten mit ihm. Der untere Mahlstein ist Sinnbild für das Alte, der obere für das Neue Testament der Bibel, mit dessen Hilfe die Botschaft des Alten Testaments gereinigt wird. Vom Mühlentrichter läuft ein Spruchband durch die Mühle in den Kelch der vier Kirchenväter mit der Inschrift: „Et verbum caro factum est et habitavit in nobis et vidimus gloriam eius“. Das Band geht mit dem Wort „gloriam“ in einen Kelch, welchen vier kniende Personen halten: ein Papst (Gregor der Große), ein Kardinal (Hieronymus) und zwei Bischöfe, oder ein Erzbischof und ein Bischof (Ambrosius von Mailand und Augustinus von Hippo), von denen der bei dem Papst kniende alt, der bei dem Kardinal kniende sehr jung ist; beide tragen denselben Ornat. Die Kirchenväter empfangen das Gnadenbrot, verwalten es und teilen es den Gläubigen zu. Das Volk wird beidseitig von je einem Mönch angeführt. An jeder Seite von den Kirchenfürsten kniet ein Mönch, mit einem Spruchband, links: „Opus restauracionis nostre est incarnacio verbi dei.“; rechts: „Non liberaretur genus humanum nisi verbum dei fieret humanum“. Hinter dem Mönch links knien zwei weltliche Personen: eine Frau mit rotem Mantel und weißer Schleierkappe und ein Mann in grüner Tracht. Hinter dem Mönch rechts knien zwei Männer in grünen Gewändern. Neben dem Gesicht des Mönches links ist ein sarkastisches scharfes Gesicht mit einem Schnurrbart. Dass in der irdischen Ebene Papst, Kaiser und Prädikanten fehlen, kann möglicherweise darauf zurückgeführt werden, dass sich der Doberaner Orden von Ständevertretern unabhängig sehen wollte.
Rechts oben in der himmlischen Sphäre ist die apokalyptische Madonna dargestellt. Links oben in ganz kleiner Darstellung ein betender, kniender König, in rotem Mantel, mit der Krone auf dem Kopf; neben ihm kniet eine weibliche Figur in einem rot-goldenen Gewand, mit langem Haar und Schleier; sie legt die linke Hand auf des Königs Schulter und zeigt mit der ausgestreckten Rechten und mit jubelvollem Antlitz auf die Genien der Evangelisten – mit eindringlicher Geste macht die Tiburtinische Sibylle Kaiser Augustus auf das Ereignis der Geburt Christi aufmerksam.
Die Gemälde auf den Seitenflügeln sind sehr schadhaft; auf den Rückwänden ist nichts mehr zu erkennen. Auf den Vorderseiten stehen auf jedem Flügel zwei Bilder untereinander: rechts oben: der segnende Bischof Martin von Tours vor dem Valentinian I., neben welchem aus einem Viereck Flammen schlagen; links oben: ist noch ein segnender Bischof zu erkennen; links und rechts unten fehlen die Darstellungen ganz.
Die um 1490 entstandene Predella unter dem Altar gehört nicht zum Mühlenaltar.

### Corpus-Christi-Altar

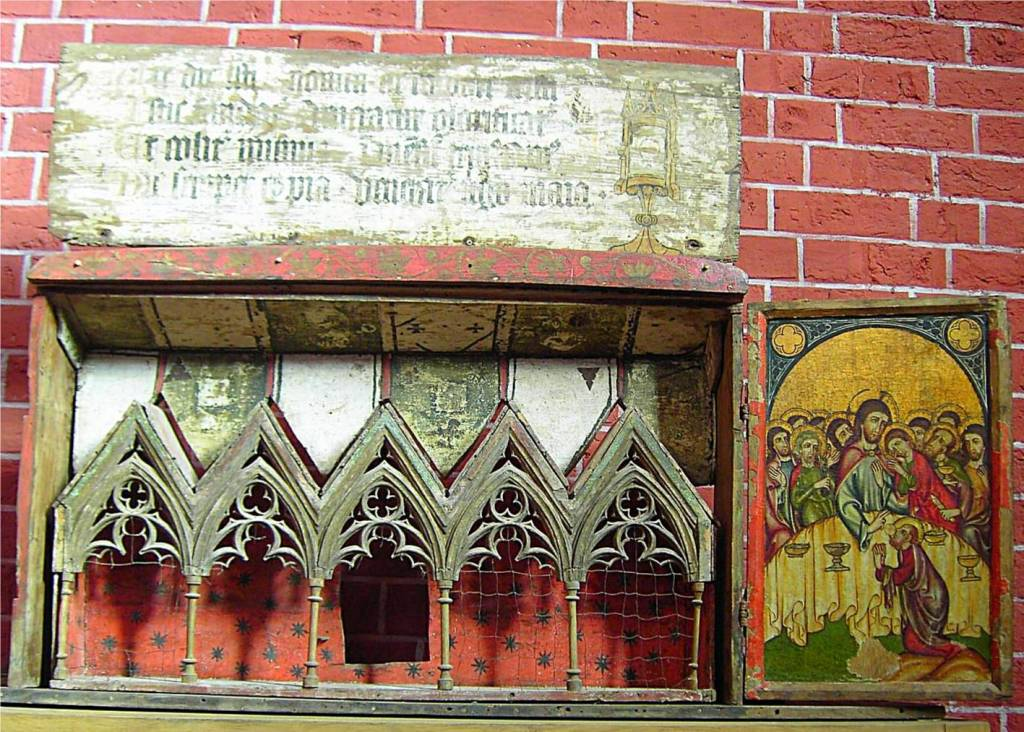
Corpus-Christi-Altar (um 1340)

Der Corpus-Christi-Altar mit der Abendmahlstafel (um 1330) zeigt eine der ältesten Tafelmalereien Mecklenburgs. Er stand vermutlich zur Klosterzeit in der Pfortenkapelle am Westtor des Klosters oder im nördlichen Seitenschiff, sichtbar für die Gäste des Klosters, welche Zugang in die Klosterkirche hatten. Der Altar gehört zu den ältesten Stücken frühgotischer Malerei in Mecklenburg. Der Mittelteil konnte für Prozessionen aus dem Rahmen entnommen werden.
Der transportable Altar mit Okulus bezeugt eine frühe, von der Messe gelöste Sakramentsverehrung, inszeniert durch Bildwechsel, Reliquienbegleitung und Hinterleuchtung der im Mittelteil aufbewahrten Heilig-Blut-Hostie. Schon im Jahr 1201 soll ein Hirte zu Steffenshagen eine Hostie von der Eucharistie im Mund mit nach Hause genommen, in seinem Hirtenstab verwahrt und seine Herde fortan damit geschützt haben, bis das Geheimnis entdeckt und die blutende Hostie ins Kloster zurückgebracht wurde, wo sie fortan als wundertätig eine große Verehrung genoss. Doberan wurde bald ein berühmter Wallfahrtsort und es strömten Pilger in großer Anzahl, selbst aus fernen Gegenden, herbei. Da Frauen die Klosterkirche gewöhnlich nicht betreten durften, man aber das Wunder dem ganzen Volk zeigen wollte, zeigte man die Hostie vor der Kirche in der Kapelle an der Pforte. Und doch wurde es erst im Jahr 1385 edlen und ehrbaren Frauen gestattet, bei feierlichen Gelegenheiten Kirche und Kloster zu betreten.
Über dem Altar steht eine Tafel mit der Inschrift: „Are dic isti nomen de corpore Christi. Istic fundatur, veneratur, glorificatur, Et colitur munus immensum, trinus et unus, Hicsemperque pia veneratur virgo Maria.“ (Ein Kelch.) Die Schrifttafel stammt aus dem zweiten Viertel des 14. Jahrhunderts.
Der rechte Flügel zeigt auf der Innenseite die Abendmahlsszene, auf der Außenseite den trauernden Johannes. Der linke Flügel fehlte bereits um 1700.

### Retabel mit der Kreuzigung Christi durch die Tugenden

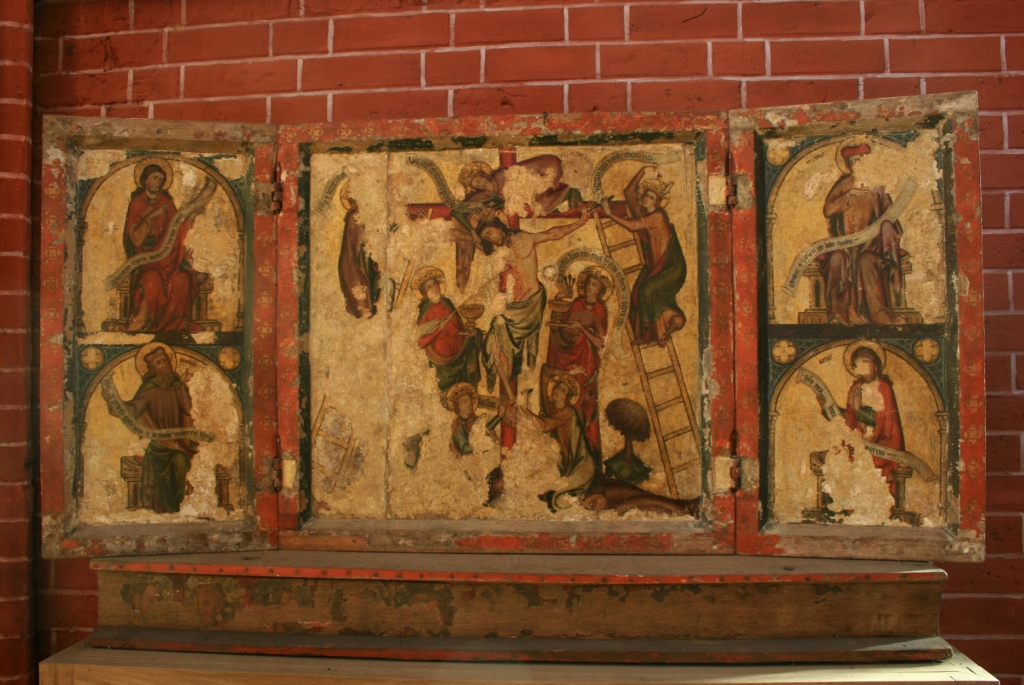
Tugendkreuzigungsaltar (um 1330/40)

Der Tugendkreuzigungs-Altar stammt ebenfalls aus der Bauzeit des Doberaner Münsters und entstand wohl um 1330/40. Die Mitteltafel zeigt die Kreuzigung Christi durch folgende sieben durch Frauengestalten symbolisierte Tugenden: Vom Querbalken aus drückt Gehorsam (lat. oboedientia) Christus die Dornenkrone auf das Haupt. Links oben, auf einer Leiter stehend, schlägt Demut (lat. humilitas) einen Nagel durch Christi Hand, während Barmherzigkeit (lat. misericordia) Gleiches auf der rechten Seite tut. Links neben Christus steht Liebe (lat. caritas) und sticht ihm mit einer Lanze in die Brust, während Beharrlichkeit (lat. perseverantia), auf der rechten Seite, einen Kelch zum Auffangen des Blutes und weitere Nägel bereithält. Unter den beiden auf dem Boden knien Gerechtigkeit (lat. iustitia) und Friede (lat. pax).
Jede der Tugenden hält zudem ebenfalls ein lateinisches Spruchband. Allerdings ist ein Teil der Mitteltafel bereits stark beschädigt, so dass sich nur noch drei Spruchbänder eindeutig entziffern lassen. Sie beinhalten Zitate aus dem Neuen Testament: „Christus ward gehorsam dem Vater bis zum Tod“ (Phil 2,8  – Oboedientia), „Meine Wahrheit und meine Barmherzigkeit“ (Misericordia), „Und wie er die Seinen, die in der Welt waren, geliebt hatte, so liebte er sie bis ans Ende“ (Joh 13,1  – Perseverantia). Die Bedeutung: Christus stirbt durch seine guten Eigenschaften, durch seine Tugenden, die in der Welt nicht anerkannt sind und ihn ans Kreuz bringen, damit die Tugenden sich verweltlichen können. Wo die Tugenden zur Herrschaft gelangen, wie bei Christus, da ist das Reich Gottes angebrochen.
Diese seltene Darstellung beruht einerseits auf Jes 4,1 , was als Kampf der Tugenden um die Seele des Menschen interpretiert wurde. Andererseits geht die Allegorie zurück auf eine Osterpredigt Bernhard von Clairvaux’. Die von ihm erwähnten vier Tugenden (Geduld, Gehorsam, Barmherzigkeit, Demut) wurden später auf fünf und dann sieben erweitert, um eine Parallele zu den sieben Sakramenten, den sieben Todsünden und den sieben Werken der Barmherzigkeit zu schaffen.
Auf den Seitenflügeln innen sind die Propheten Jesaja, Ezechiel, Jeremia und Daniel dargestellt. Jeder der Propheten hält dabei ein Spruchband in den Händen, welches in Latein verfasst ist. Übersetzt bedeuten diese: „Sieben Frauen werden einen Mann ergreifen“ (Jesaja), „Gebt Acht und seht, ob es einen ähnlichen Schmerz gibt“ (Jeremia), „Ich gab dich der Beschimpfung und dem Hohn der Völker der ganzen Welt hin“ (Ezechiel), „Mein Aussehen wurde verändert und ich wurde kraftlos“ (Daniel). Die Seitenflügel zeigen außen die Weihnachtsgeschichte mit der Verkündigung an Maria, der Geburt Christi, die Anbetung der Könige sowie die Darbringung im Tempel. Zum Weihnachtsfest werden die Flügel des Tugendkreuzigungsaltars geschlossen, damit die sonst nicht sichtbaren Außenseiten der Altarflügel mit den weihnachtlichen Szenen bis zum Erscheinungsfest am 6. Januar betrachtet werden können.
Häufig wird der Doberaner Tugendenaltar, ebenso wie der Corpus-Christi-Altar, auch als Fronleichnamsaltar bezeichnet. Spätestens 1664 wurden beide Retabel übereinander angebracht und erst Anfang des 20. Jahrhunderts erneut separat aufgestellt.

### Sakramentsturm

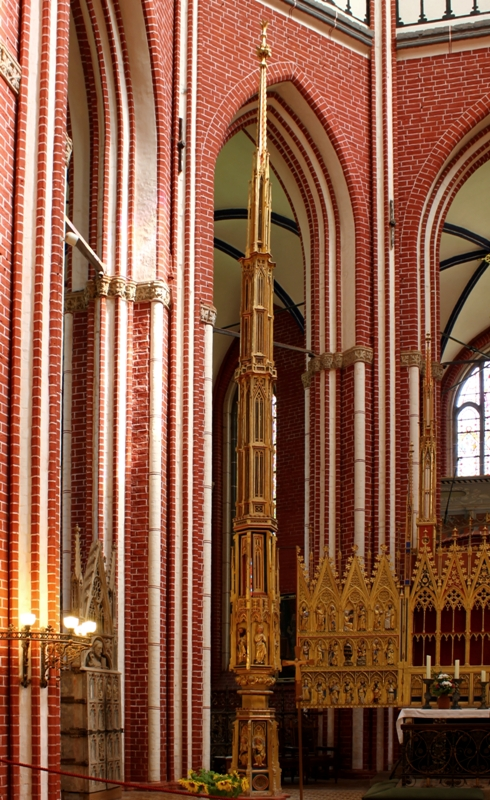
Sakramentsturm um 1360

An der nördlichen Seite des Hochaltars (von diesem aus gesehen auf der rechten, der bedeutenderen Seite) steht aus dem Mittelalter ein prachtvoller, aus Eichenholz geschnitzter Sakramentsturm (auch Tabernakel, Herrgottshaus oder Eucharistieschrank), der als das vorzüglichste Kunstwerk dieser Art in Mecklenburg gilt. Es gibt außerdem nur noch ein ähnliches, großes Tabernakel in der Kirche des ehemaligen Zisterzienser-Nonnenklosters zum Heiligen Kreuz in Rostock und ein kleines Tabernakel in der Kirche des Dorfes Hanstorf bei Bad Doberan, die beide ebenfalls an der Nordseite des Altars stehen.
Der Sakramentsturm wurde bereits um 1350/60 in Form einer hohen Pyramide bzw. einer ins monumentale gesteigerten gotischen Monstranz als Aufbewahrungsort des Heiligen Sakraments gefertigt, wohl vom gleichen Schnitzer, der auch die untere Reihe des Hochaltares anfertigte. Das 11,60 m hohe Schnitzwerk ist der älteste Sakramentsturm in Deutschland. Er ist nach der Schlussweihe der Kirche im Jahr 1368 vollendet, da die Sprüche auf den Spruchbändern der Figuren schon in einer ausgebildeten Minuskel geschrieben sind, die sich aber erst seit der Mitte des 14. Jahrhunderts auf Monumenten entwickelt. Die Sprüche sind leoninische Hexameter von mittelalterlicher Bildung.
Der Stil der Figuren (von unten nach oben: Gestalten des Alten Testaments, des Neuen Testaments und Heilige) entspricht denen des Kreuzaltars. Die Färbung ist jedoch von der gewöhnlichen Methode abweichend: die Vergoldung ist vorherrschend, nur die unteren Seiten der Gewänder sind silbrig-grün lasiert; rot und blau, die beiden gewöhnlichen Farben, welche auch zu der Architektur des Tabernakels angewandt sind, fehlen an den Figuren ganz.
Der Tabernakel hat einen Fuß, einen Griff, einen in den Außenwänden geschlossenen, hohlen, mit einer Tür verschlossenen Hauptkörper und darüber eine hohe, durchbrochene Pyramide. Es steht auf einer Granitplatte. Es ist ganz aus Eichenholz gearbeitet; alle glatten und hervorstehenden Flächen sind vergoldet, die Hohlkehlen sind abwechselnd rot und blau auf Silbergrund lasiert. Die Arbeit ist vortrefflich und im reinen Spitzbogenstil ausgeführt.
Das Ganze, sechsseitig konstruierte Gebäude besteht aus folgenden Abteilungen:
I. Der untere Hauptteil:
1) Der Fuß. Unten ist jede der sechs Seiten mit einer großen, durchbrochenen Rosette in rot ausgemalten Vertiefungen verziert.
Über diesen Rosetten sind unter Baldachinen sechs sitzende Heiligenfiguren angebracht.
2) Der Griff. Dieser ist eingezogen und mit kräftigen Knäufen und Laubwerk verziert.
3) Die erste Etage. Diese ist nicht durchbrochen, jedoch inwendig hohl und an einer Seite mit einer verschließbaren Tür versehen. An jeder der sechs Seiten ist eine stehende Heiligenfigur angebracht.
4) Die zweite Etage. Diese ist von durchbrochener Arbeit und hat ebenfalls eine Tür zum Inneren. In dieser Ebene wurde vermutlich in einer Monstranz eine Schau-Hostie aufbewahrt.
Diese vier Abteilungen des unteren Hauptteils sind aus einem einzigen, großen Eichenstamm gearbeitet.
II. Der obere Hauptteil.
5) Die dritte Etage und
6) die vierte Etage bestehen aus zwei verschiedenen Stücken, welche einen spitz auslaufenden, durchbrochenen Turm bilden.

### Kelchschrank

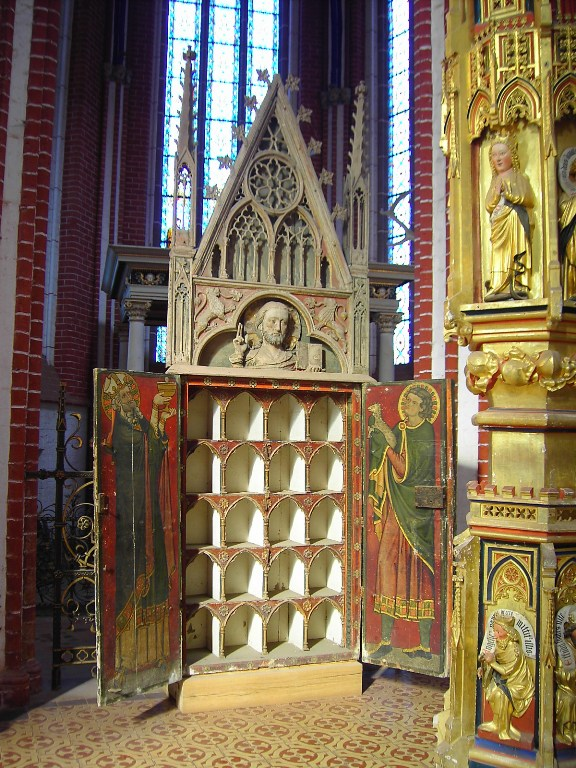
Kelchschrank (um 1300)

Der Kelchschrank im nördlichen Altarraum links neben dem Sakramentsturm ist ein äußerst seltenes Ausstattungsstück. Ein ähnlicher Schrank ist nur noch in einem dänischen Kloster erhalten geblieben. Die Dendrochronologie des Doberaner Schrankes datierte die Entstehung um das Jahr 1310. Der Kelchschrank ist, da er wahrscheinlich kurz vor dem Hochaltar entstand, das älteste gottesdienstliche Ausstattungsstück der Kirche. Der Schrank wurde für das neue gotische Münster gefertigt und nicht wie früher angenommen bereits für den Vorgängerbau. In den zwanzig Fächern in seinem Innern verwahrte man einst die Vasa sacra, die bei der Eucharistie (Abendmahl) verwendet wurden, wahrscheinlich liturgisches Gerät für die zwei Haupt- und 18 Nebenaltäre der Klosterkirche.
Auf den Innenseiten der Flügel (nur gereinigt, nie neugefasst) sind zwei alttestamentliche Gestalten als Zeichen des Opfertodes Jesu Christi dargestellt: Melchisedek mit dem Kelch, Abel mit dem Lamm, das mit dem Lamm Gottes gleichgesetzt wurde. Sie bringen ihre Gaben einer Büste des segnenden Christi im Giebelfeld (Wimperg) dar. Der Erlöser hält ein aufgeschlagenes Buch, das die Priester mit einem alttestamentlichen Spruch, der heute nur noch in alten Abschriften überliefert ist, zur besonderen Sorgfalt im Umgang mit den heiligen Gefäßen aufforderte.
Von den sechzehn Relieffiguren des Kelchschranks sind nur vier erhalten: Maria (Mutter Jesu), Christus, Apostel Paulus und Ezechiel. Entgegen älteren Meinungen ist der Kelchschrank somit ein Werk aus einem Guss – was auch der stilkritische Vergleich der Büste im Giebel mit den Reliefs auf den Außenseiten der Schranktüren eindeutig beweist. Sein Zweck war immer die Aufbewahrung der liturgische Geräte, was nicht nur die überlieferte Inschrift des Giebels, sondern auch eingeritzte alte Schriftzüge auf der Innenseite der Schranktüren belegen, die die Zahl der einst vorhandenen Kelche festhalten. Der Kelchschrank, stilistisch dem Hochaltar nicht allzu fernstehend, verrät Einflüsse französischer Gotik und vielleicht des so genannten niedersächsischen Kunstkreises. Backsteinspuren an den Seitenwänden zeigen, dass der Schrank ursprünglich in der heute nicht mehr vorhandenen Ziegelstein-Chorschranke eingemauert war.

### Kredenzschrank
Rechts neben dem Hochaltar steht der gotische Kredenzschrank bzw. Bereitungsschrank aus der Zeit um 1300. Er gehört zur Erstausstattung des gotischen Münsters und wurde wie fast alle mittelalterlichen Ausstattungsstücke des Münsters aus Eichenholz geschnitzt. In ihm wurden die liturgischen Geräte für die Feier der Eucharistie am Hochaltar vorbereitet. Eine Fläche bot Abstellmöglichkeit für Kelch und Patene, um den Wein einzugießen und die Hostien aufzulegen. Der Schrank war vergleichbar dem Kelchschrank in der Chorschranke eingemauert.

### Levitengestühl

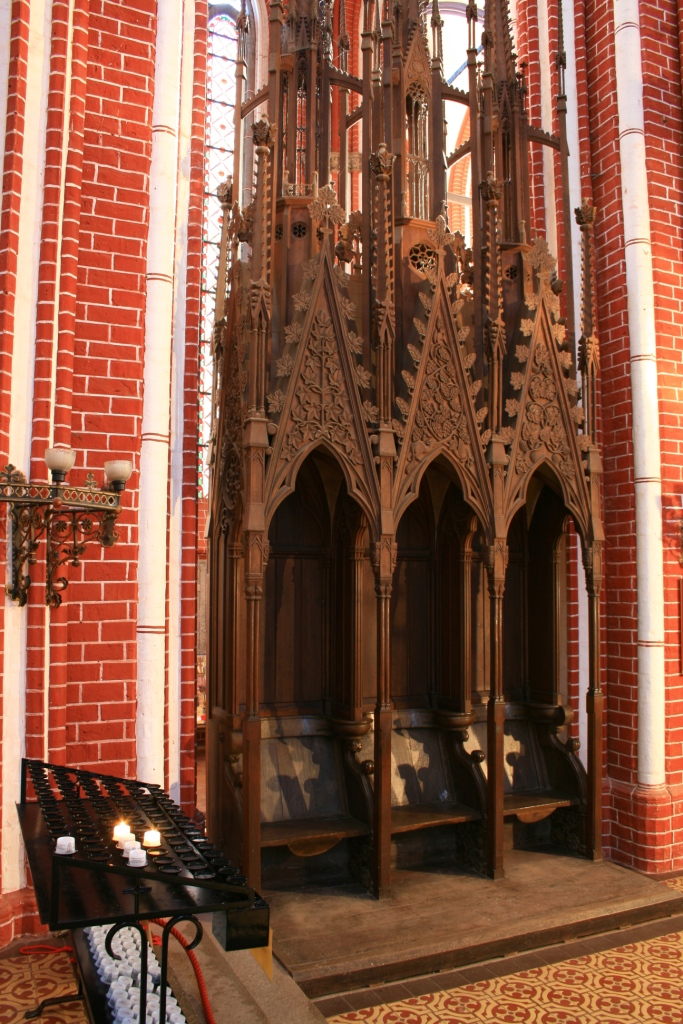
Levitengestühl (um 1300)

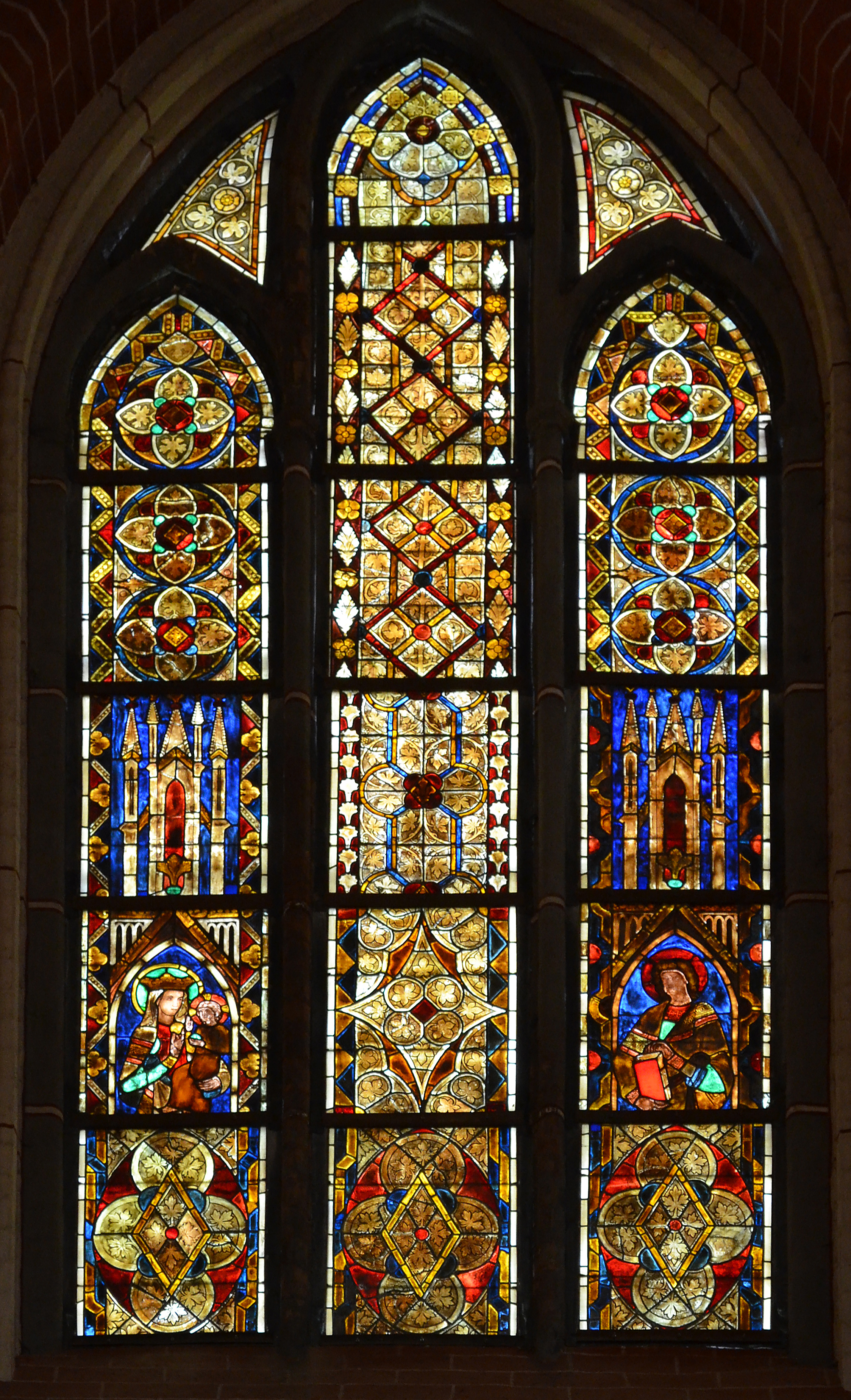
Kirchenfenster aus dem 13. Jahrhundert

Das als Dreigestühl gestaltete Levitengestühl war Sitz für den die Messe zelebrierenden Priester, Diakon und Subdiakon. Seine unteren Teilen bis zur Lehnhöhe stammen aus dem 14. Jahrhundert. Der originale Baldachin befindet sich am Altar der katholischen Kirche St. Helena und Andreas in Ludwigslust. Der Baldachin auf dem Doberaner Gestühl ist eine Rekonstruktion aus dem 19. Jahrhundert.

### Astronomische Uhr

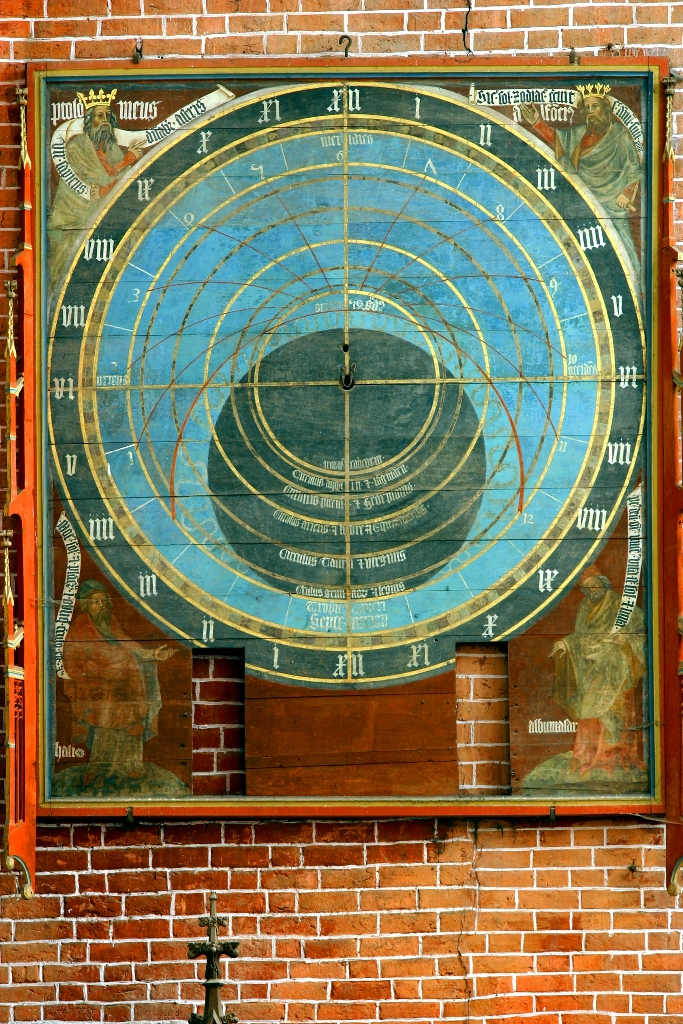
Zifferblatt der astronomischen Uhr

Über dem Westeingang hängt das Zifferblatt der im Dreißigjährigen Krieg zerstörten Astronomischen Uhr. Die ehemalige Astronomische Uhr im Doberaner Münster stammt aus der Frühzeit der Räderuhren. Diese wurde um 1390 von Nicolaus Lillienveld nach dem geozentrischen Weltbild, ursprünglich mit Kalendarium, gefertigt.
Die Uhr befand sich ursprünglich an der Westwand des Südquerhauses an der Treppe zum Schlafsaal der Mönche dort, wo die Mönche zum nächtlichen Gebet in die Kirche kamen. In den vier Ecken sind berühmte Philosophen und Astronomen der Antike und des Mittelalters dargestellt. 1637, im Dreißigjährigen Krieg, wurden die zum Apostelumgang bewegbaren silbernen Apostelfiguren von schwedischen Soldaten gestohlen und zu Silbermünzen eingeschmolzen. Der Mechanismus wurde ebenfalls zerstört. Die Reste des Uhrwerkes wurden 1830 vernichtet, das Zifferblatt blieb jedoch im sehr guten Zustand erhalten. Die Uhr konnte zwei Zeiten anzeigen: die ungleichen Temporalstunden, die irdische Zeit, bei denen die Zeitspanne des hellen Tages und der Dunkelheit in jeweils zwölf gleiche Teile geteilt wird, so dass nur zu den Äquinoktien die Tagesstunden genau so lang wie die Nachtstunden sind, sowie die heute üblichen gleich langen Sonnenstunden, die göttliche oder kosmische Zeit, nach denen wir – unabhängig von der Jahreszeit – zu leben gewohnt sind. Verhältnismäßig lange, bis in das 15. Jahrhundert hinein, müssen sich die Mönche nach den Temporalstunden gerichtet haben. In den Städten war dies damals längst nicht mehr üblich. Zusätzlich können der Beginn und das Ende der (nautischen) Dämmerung und damit Fixpunkte zur Festlegung der Gebetszeiten abgelesen werden. All diese Größen hängen von der geografischen Breite des Uhrenstandorts und von der Stellung der Sonne im Tierkreis ab. So erzählt dieses Werk der Uhrmacherkunst aus dem 14. Jahrhundert von einer Ära, in der sich Astrologie und Astronomie noch als königliche Schwestern vereint präsentierten und in der das Messen der Zeit weitaus mehr war als ein rein mechanisch-quantitativer Akt. Die gesamte Konstruktion ist sehr weltoffen dargestellt. In den vier Ecken sind berühmte Philosophen und Astronomen der Antike und des Mittelalters abgebildet:
Claudius Ptolemäus, gestorben nach 160, war ein alexandrinischer Astronom, Mathematiker und Geograph. Er vertrat das geozentrische Weltbild, das über 1500 Jahre Gültigkeit behielt.
König Alfons X. starb 1284 und war ein großer Mäzen und Förderer der Wissenschaft, veranlasste Gesetzessammlungen, die Abfassung der Geschichte von Spanien und der Welt, förderte die Übersetzung arabischer Werke und war selbst literarisch tätig. Um 1250 beauftragte er die Gelehrten seines Landes, arabische Astrologie-Werke zu übersetzen und verbesserte Planetentafeln zu erstellen. Er ließ die Alfonsinischen Tafeln für die Seefahrt anfertigen, die bis ins 19. Jahrhundert maßgeblich verwendet wurden. Deshalb erhielt er den Beinamen Astrologus.
In den unteren beiden Zwickeln sind Hali und Abu Ma'schar dargestellt. Letzterer war ein arabischer Astrologe, der seit 805 in Bagdad lebte im Jahre 886 im Irak starb. Er schuf astrologische Handbücher, die durch lateinische Übersetzungen für das Aufstellen von Geburtshoroskopen auch im Abendland lange maßgeblich blieben. Das hat ihm in Wilhelm Knappichs Geschichte der Astrologie immerhin den Titel eines Vielschreibers beschert. Hali ist Ali ibn Ridwan oder Haly Abenrudian (nicht zu verwechseln mit dem legendären Haly Abenragel), er lebte im 11. Jahrhundert in Ägypten und hat einen bedeutsamen Kommentar zu den Centiloquien des Ptolemäus verfasst. Schriftbänder dieser Gelehrten zeigen astronomische Grundtatsachen. Sie formulieren aber direkt oder indirekt: Gott ist allein Schöpfer der Zeit und bestimmt das Schicksal des Einzelnen. Auf dem Schriftband von Ptolemäus ist zu lesen: „Vir sapiens dominabitur astris.“ („Der weise Mann wird die Sterne überwinden.“) Das Schriftband Halis sagt: „Motus solis et planetarum in obliquo circulo est.“ („Die Bewegung der Sonne und der Planeten findet in einem schrägen Kreise statt.“) „Post deum omnium viuencium vita sol et luna.“ („Nächst Gott bildet den Ursprung aller lebenden Geschöpfe die Sonne und der Mond.“) So Abu Ma’schar.
Folgende Rückschlüsse zu Aufbau und Funktion der Doberaner Uhr lassen sich durch den Vergleich mit dem Werk desselben Meisters in der St.-Nikolai-Kirche (Stralsund) und der funktionstüchtigen Uhr im schwedischen Lund schließen: Sie hatte drei Zeiger, den Sonnen- und Stundenzeiger, den Mondzeiger und die Sphäre der Tierkreiszeichen. Der große nach unten geöffnete Bogen auf der Scheibe ist die Horizontlinie. Sie trennt den darüberliegenden Tag- von dem ihn umschließenden Nachtbereich. Der an ihn anschließende, unterschiedlich breite, verwaschene Bereich gibt die Zeit der Dämmerung an, die im Winter kürzer als im Sommer ist. Zuäußerst sieht man den Stundenring mit den römischen Zahlen I-XII zweimal. Daran finden wir die heutige Stundenzählung, die am Ende des 14. Jahrhunderts keinesfalls selbstverständlich war. Üblich war die Teilung des Tages und der Nacht, getrennt durch Auf- bzw. Untergang der Sonne, in jeweils zwölf ungleiche Stunden. Die Sommertagesstunden konnten bis zu 80 Minuten, die Wintertagesstunden nur 40 Minuten unserer Zeit dauern. An den schmalen bogenförmigen Linien konnte man vom Schnittpunkt des Horizontbogens die ungleichen Stunden ablesen. Die konzentrischen Kreise im zentralen Teil der Scheibe zeigen im Zusammenspiel mit dem kreisförmigen Tierkreiszeiger und dem stabförmigen Sonnen- bzw. Mondzeiger, in welchem der Tierkreiszeichen sich die Sonne bzw. der Mond bewegen.
Von der Uhr wurden die Tageszeit in gleich langen und ungleich langen Stunden, die Zeiten des Sonnen- und Mondaufganges und ihrer Untergänge, die Stellung des Mondes in den Tierkreiszeichen und damit das ungefähre Datum und die gegenseitige Stellung von Sonne und Mond, gezeigt.

### Orgel

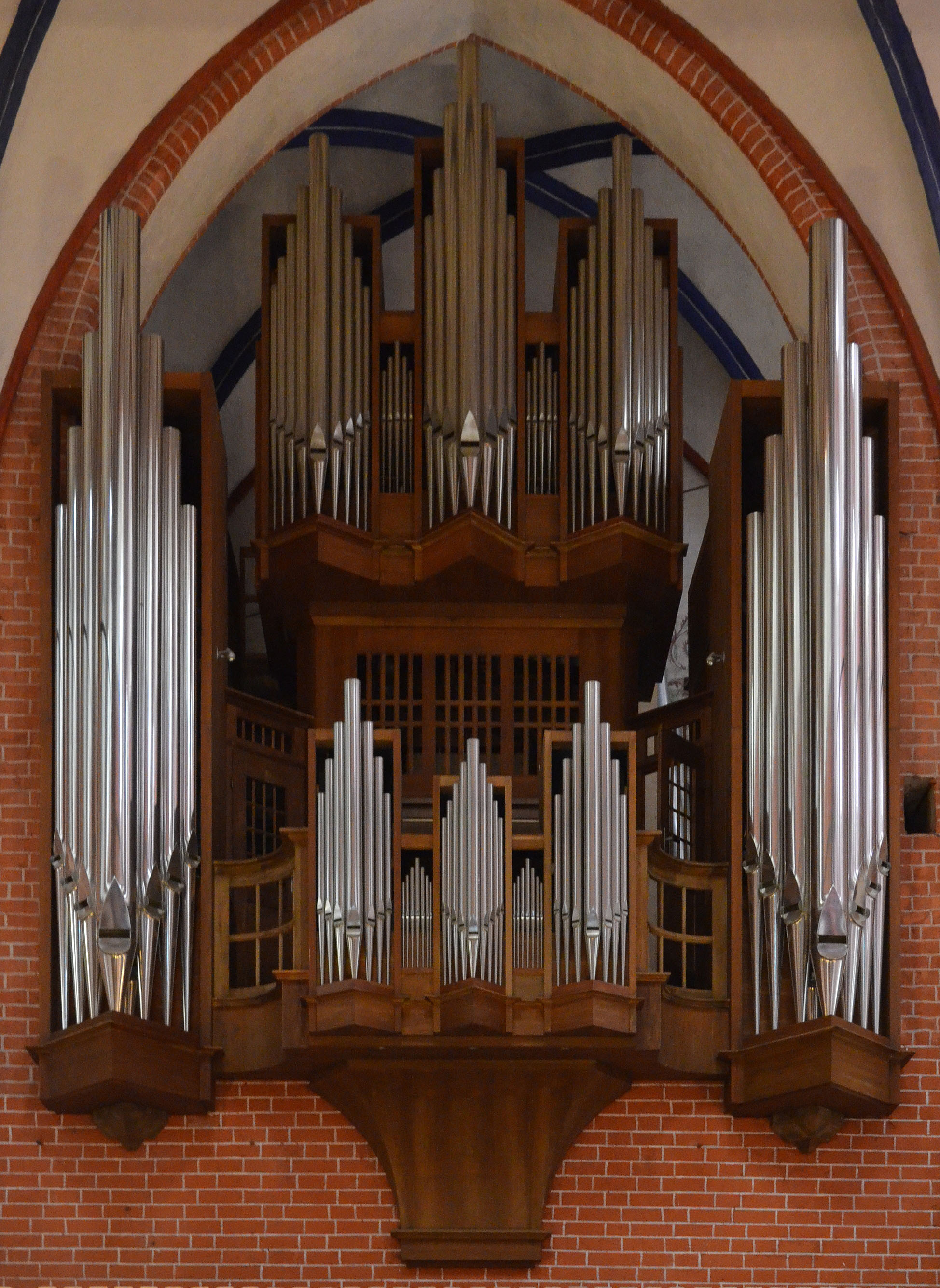
Blick auf den Orgelprospekt

Die Orgel des Münsters über der Bülowkapelle wurde 1980 von der Orgelbaufirma Schuke errichtet. Die Orgelempore war im Mittelalter Fürstenempore der mecklenburgischen Landesherren.
Die erste Orgel erhielt das Münster sehr wahrscheinlich nach der Klosterauflösung im Jahr 1552, also nachdem die Klosterkirche durch die Reformation zu einer Pfarrkirche geworden war. Aus den Büchern geht hervor, dass Herzog Karl von Mecklenburg den Orgelbauer Valentin Christian um das Jahr 1600 beauftragte, ein neues Orgelwerk mit 22 klingenden Stimmen, verteilt auf Oberwerk, Brustwerk und Pedal zu bauen. Dieses Instrument wurde 1646 nach den Zerstörungen im Dreißigjährigen Krieg repariert und stand bis zum Jahr 1860 im Münster.
Im Jahr 1860 baute der mecklenburgische Orgelbaumeister Friese aus Schwerin eine neue Orgel mit 27 Registern mit Hauptwerk, Schwellwerk und Pedal, wobei er einige Register aus der alten Orgel übernahm.
Diese Friese-Orgel war bis 1978 im Gebrauch. Holzschädlinge und veraltete anfällige Technik dieser Orgel waren der Grund, warum man sich dann für einen Orgelneubau entschied. Am Ostersonntag, 26. März 1978, gab es das Abschiedsspiel auf der alten Orgel. Für die Zwischenzeit stand das Sauer-Positiv mit vier Registerzügen im Altarraum zur Verfügung, vor den Stufen zum Hochaltar auf der Nordseite. Am 12. November 1979 begann die Montage der neuen Orgel, am 7. April 1980 begann deren Intonation. Am 6. Juli 1980 wurde die neue Orgel geweiht. Das Instrument hat 44 Register (3220 klingende Pfeifen) auf drei Manualen und Pedal. Im Schwellwerk befindet sich ein original erhaltenes Register aus der historischen Friese-Orgel, die „Gambe“, ein zartes Streichregister. Sie erklingt zu Gottesdiensten, Orgelmeditationen und Konzerten. Von Mai bis September finden an jedem Freitag um 19:30 Uhr Münsterkonzerte statt.
| I Rückpositiv C–g3 |                 |       |
| 1.                 | Gedackt         | 8′    |
| 2.                 | Quintadena      | 8′    |
| 3.                 | Principal       | 4′    |
| 4.                 | Rohrflöte       | 4′    |
| 5.                 | Gemshorn        | 2′    |
| 6.                 | Quinte          | 1 ⁄3′ |
| 7.                 | Scharff IV      |       |
| 8.                 | Sesquialtera II |       |
| 9.                 | Krummhorn       | 8′    |
|                    | Tremulant       |       |

| II Hauptwerk C–g3 |            |        |
| 10.               | Gedackt    | 16′    |
| 11.               | Principal  | 08′    |
| 12,               | Rohrflöte  | 08′    |
| 13.               | Oktave     | 04′    |
| 14.               | Spitzflöte | 04′    |
| 15.               | Quinte     | 02 ⁄3′ |
| 16.               | Oktave     | 02′    |
| 17.               | Mixtur VI  |        |
| 18.               | Scharff IV |        |
| 19.               | Trompete   | 16′    |
| 20.               | Trompete   | 08′    |

| III Schwellwerk C–g3 |             |         |
| 21.                  | Pommer      | 16′     |
| 22.                  | Principal   | 08′     |
| 23.                  | Spillpfeife | 08′     |
| 24.                  | Gambe       | 08′     |
| 25.                  | Oktave      | 04′     |
| 26.                  | Blockflöte  | 04′     |
| 27.                  | Nasat       | 02 ⁄3′  |
| 28.                  | Hohlflöte   | 02′     |
| 29.                  | Terz        | 01 3⁄5′ |
| 30.                  | Quinte      | 01 ⁄3′  |
| 31.                  | Sifflöte    | 01′     |
| 32.                  | Mixtur V    |         |
| 33.                  | Dulcian     | 16′     |
| 34.                  | Oboe        | 08′     |
|                      | Tremulant   |         |

| Pedal C–f1 |             |         |
| 35.        | Principal   | 16′     |
| 36.        | Subbass     | 16′     |
| 37.        | Quinte      | 10 2⁄3′ |
| 38.        | Oktave      | 08′     |
| 39.        | Gemshorn    | 08′     |
| 40.        | Octave      | 04′     |
| 41.        | Bauernflöte | 04′     |
| 42.        | Mixtur VI   | 04′     |
| 43.        | Posaune     | 16′     |
| 44.        | Trompete    | 08′     |

- Koppeln: I/II, II/I, II/III, III/II, I/III, III/I, I/Ped., II/Ped.; III/Ped
- Spielhilfen: Registerwalze, elektronische Setzeranlage, Koppeln als Fußpistons vorhanden, Sequenzerpistons

## Chorgestühl und Adlerpult

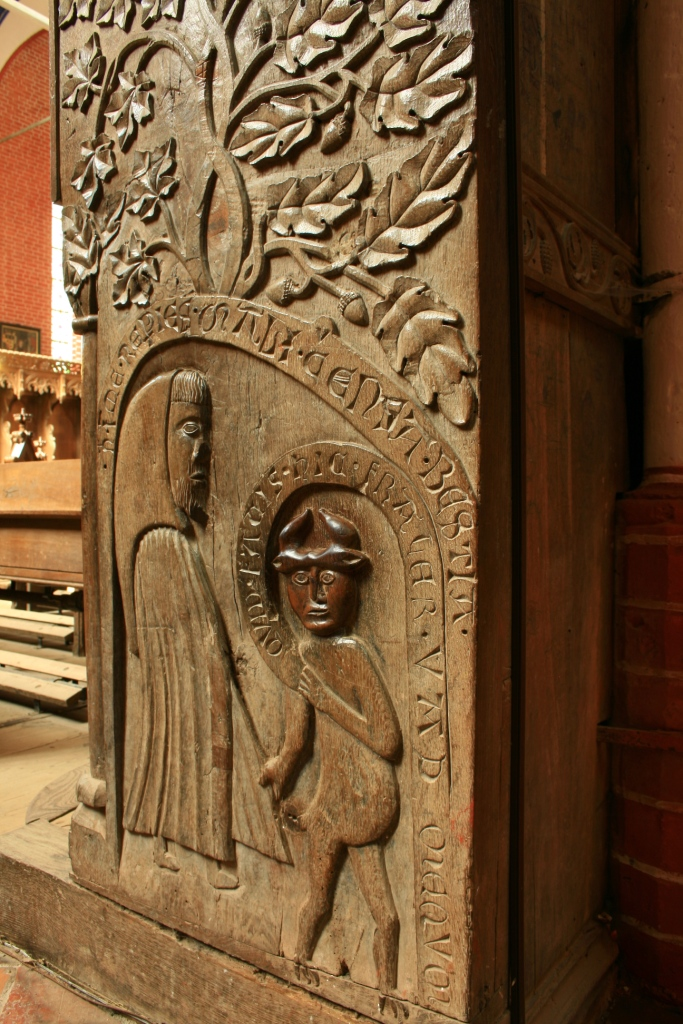
Teufelsgestühlswange

Im Westteil der Kirche im (Konversenchor), auf beiden Seiten des ganzen Schiffes entlang, befindet sich das aus Eichenholz geschnitzte Mönchgestühl. Es ist in seiner Geschlossenheit und Vollständigkeit sehr selten. Die Gestühlsreihen der Konversen stammen in den unteren Teilen vermutlich noch aus der Vorgängerkirche aus der Zeit um 1280. Das kräftige Rund an den Trennungswänden, die konsolenartigen Miserikordien und die kleinen romanischen Halbsäulen weisen auf diese frühe Zeit. Die Baldachine mit ihren aufwendigen Schnitzereien wurden erst später nach Vorbild des Chorgestühls im Ostteil der Kirche ergänzt. Beachtenswert sind die kunstvoll geschnitzten Gestühlwangen am Abschluss des Gestühls, die in Verbindung mit Pflanzenornamenten verschiedene symbolische Tierdarstellungen zeigen.
Die Adlergestühlwange mit Eichen und Feigenlaub zeigt mit der figürlichen Darstellung unten eine Szene, in welcher der Teufel mit dem Stierkopf einen Laienbruder in Versuchung führen will. Die Antwort des Mönches beginnt mit einem großen „N“, darüber steht ein Kreuz, d. h., er spricht im Namen Jesu Christi. Beide Figuren tragen Spruchbänder. Der Teufel sagt: „Quid facis hic, frater vade mecum.“ (Was machst du hier, Brüderchen? Komm mit mir!) Der Konverse antwortet: „Nil in me reperies mali, cruenta bestia.“ (Du wirst nichts Böses bei mir finden, blutgierige Bestie!) Darüber wächst ein Baumpaar (Eiche und Ahorn) in die Höhe.
Die Pelikangestühlwange zeigt den Pelikan als Symbol für Christus, seinen Opfertod und die Eucharistie, weil der Pelikan nach antiker Vorstellung seine Jungen mit dem eigenen Blut ernährt und sogar zum Leben erweckt.
Die Löwegestühlwange zeigt den Löwen als Auferstehungssymbol Christi.
An der Wolfgestühlwange sind Wolf und Lindwurm dargestellt, denen Wein- und Hopfenranken aus dem Maul entwachsen. Die bösen Tiere treten somit in den Dienst des Guten.
Zur nachmittelalterlichen Ausstattung gehört ein Adlerpult aus Bronze mit neugotischem Postament (Ende des 19. Jahrhunderts), das einen Adler mit dem gefangenen Drachen in den Fängen zeigt.

## Dachbereich

### Dachreiter
Glocken
Der Dachreiter beherbergt drei Glocken. Die mittlere Glocke wurde 1301 gegossen und ist die zweitälteste Glocke in Mecklenburg. Ihr Klangaufbau entspricht der einer reinen Oktavglocke. Der Schlagton der Glocke ist a1 und ihr Gewicht beträgt rund 560 Kilogramm. Ihre Inschrift (in lombardischen Majuskeln) lautet: „Im Jahre des Herrn 1301 wurde diese Glocke gegossen am ersten Dezember, unter dem Abt Johannes von Elbing“. Die Glocke wurde aufgeschweißt und hängt am Holzjoch im historischen Holzglockenstuhl.
Bis zum Jahre 2008 läutete eine 1960 aus Eisenhartguss gegossene Glocke der Firma Schilling in Apolda. Die 1.100 Kilogramm schwere Glocke hatte den Schlagton fis1; sie trug die Inschrift ER IST UNSER FRIEDE. Die Glocke läutete am verkröpften Stahljoch. Dieses wurde schadhaft, sodass die Glocke 2008 stillgelegt werden musste. Dies gab unter anderem den Anlass, die Glocke auszutauschen.
Am 5. August 2011 wurde in der Karlsruher Glockengießerei Bachert die große Glocke gegossen. Sie wiegt 900 Kilogramm, hat einen Schulterumfang von 1,99 Meter, eine Höhe mit Krone von 1,15 Meter und hat den Schlagton fis1. Sie ist Nachfolgerin einer mittelalterlichen Bronzeglocke, die während des Dreißigjährigen Krieges 1638 zerstört wurde. 1926 erfolgte ein Neuguss, der nur kurzen Bestand hatte: während des Zweiten Weltkriegs musste sie wie viele andere Glocken für die Rüstungsproduktion abgeliefert werden. Die neue Glocke trägt die Inschriften der Vorgängerglocken: an der Schulter der Glocke der lateinische Text der 1638 zerstörten Glocke + EN EGO CAMPANA NUNQVAM DENUNCIO VANA LAUDO DEUM VERUM PLEBEM VOCO CONGREGO CLERUM. Eine zweite Inschrift beschreibt die Historie: + MULTOS ANNOS SERVIENS RAPTA SUM ANNO DOMINI 1638 + NOVITER FUSA A. D. 1926 + DENUO RAPTA BELLO A. D. 1942 + DULCE SONO REDIVIVA CANO LAUDEM DEI AETERNI. ANNO DOMINI 2011.
Ebenso wie die große Glocke wurde auch die kleine Glocke in der Glockengießerei Bachert gegossen. Der Guss erfolgte am 25. November 2011. Die Glocke wiegt 249 Kilogramm, hat einen Schulterumfang von 1,23 Meter, eine Höhe mit Krone von 0,72 Meter und erklingt im Schlagton d2. Die Inschrift ist der Stundenglocke von 1390 entlehnt:+ ANNO DOMINI MCCCXC IN VIGILIIS SIMONIS ET IVDE. BENEDICTUS QVI VENIT IN NOMINE DOMINI. Eine weitere Inschrift geht auf die Geschichte ein: + REFUSA ANNO DOMINI 1831 + NUNC REDIVIVA VOCO VOS AD SACRA A. D. 2011. Am 29. April 2012 wurden die neuen Glocken geweiht.

### Uhrglocken am Westgiebel

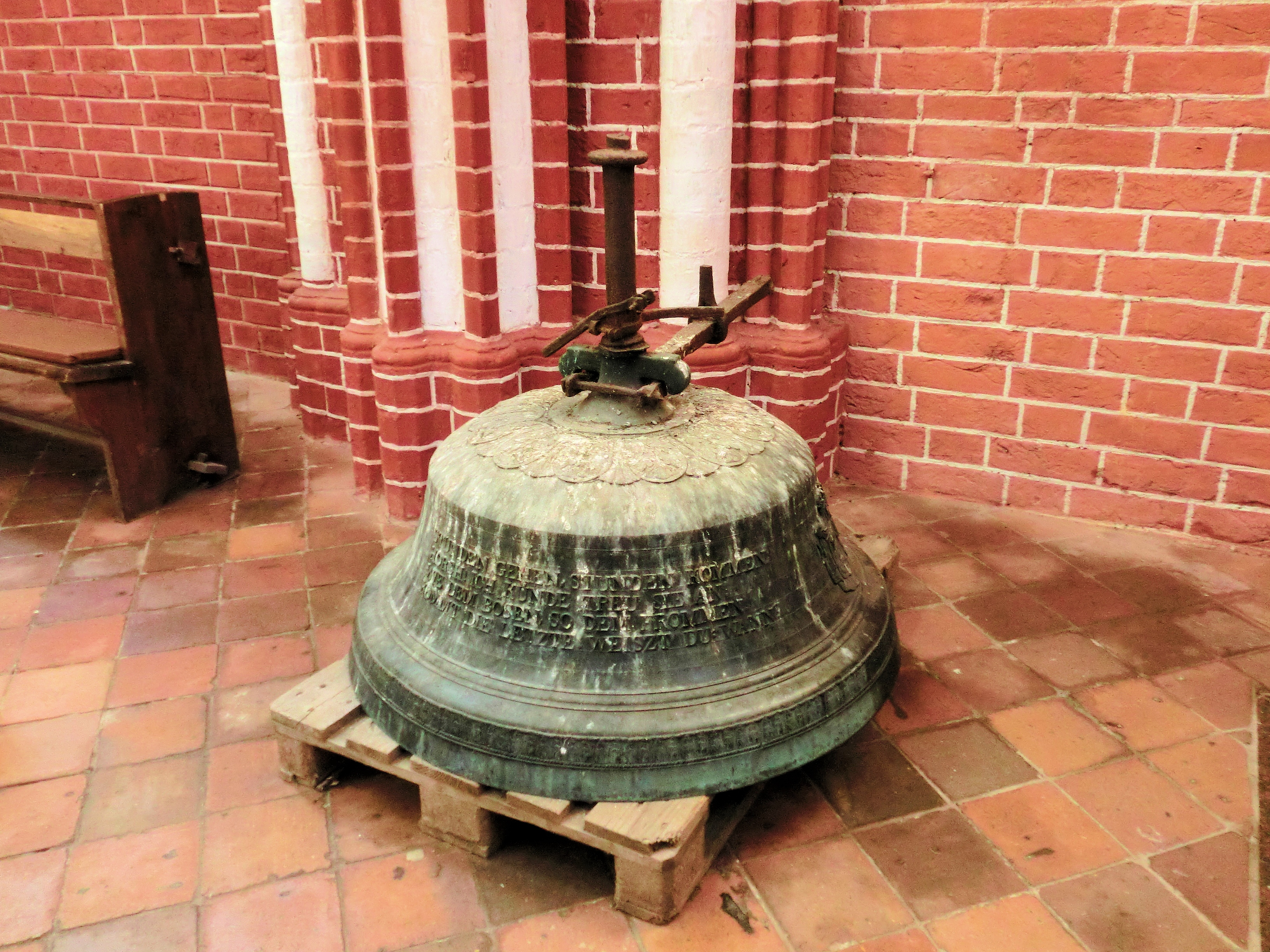
Stundenglocke des Schlagwerks

Am Westgiebel des Münsters gibt es ein Schlagwerk mit einer großen Stundenglocke und einer kleineren darin befindlichen Viertelstundenglocke aus dem Jahr 1831. In den 1970er-Jahren stürzte die Viertelstundenglocke ab und wurde dabei stark beschädigt. Eine Reparatur war nicht mehr möglich. Sie wurde viele Jahre lang auf dem Dachboden des Münsters gelagert. In den letzten Jahren wurden die Teile zusammengesetzt und im Eingangsbereich ausgestellt.
Beide Glocken sind in einer stark verkürzten Rippe gegossen. Da an Schlagglocken keine besonderen klanglichen Anforderungen zu stellen sind, wurden sie seit dem 14. Jahrhundert häufig in einer mehr oder weniger verkürzten Form gegossen, was einen erheblich geringeren Metalleinsatz erforderte und sich daher günstig auf den Preis auswirkte. Beide Glocken haben keine Krone, sondern nur einen Knauf mit Mittelbohrung, so dass sie übereinander an einer Trägerstange montiert werden können. Die „Kronen“-Platte ist, von diesem Knauf abgehend rundum, mit einem Palmettenfries bedeckt. Die Haube fällt stark gewölbt ab und hat zur Schulter hin einen Knick.
Die größere Uhrglocke für den Stundenschlag (Ø 1090 mm) trägt zwischen fünf dünnen umlaufenden Linien die Inschrift in Antiqua: STUNDEN GEHEN, STUNDEN KOMMEN, / HORCHT ICH KÜNDE TREU SIE AN! WIE DEM BÖSEN, / WIE DEM FROMMEN / KOMMT DIE LETZTE – WEISZT DU WANN? Gegenüber steht: DER GEMEINE ZU DOBERAN / IST DIESE GLOCKE VEREHRT / DURCH DEN GROSSHERZOG [in Schmuckversalien] / FRIEDRICH FRANZ / VON MECKLENBURG. (Die letzte Zeile mit zwei Blättern links u. rechts) / GEGOSSEN VON SIMON ZACH / IN STRALSUND IM IAHR CHRISTI 1831. Auf den anderen Seiten der Glocke (90°) ist je ein Wappen angebracht, zum einen das Wappen von Doberan (Hirsch, Abtsstab und Schwan), zum anderen das mecklenburgische Wappen, umgeben von einer Tuchdraperie. Um den Wolm verläuft ein Bündel aus drei Stegen (Rundsteg zw. zwei dünneren). Der untere Rand ist bandartig abgesetzt; darüber eng stehender Palmettenfries auf Seilstab.
Die gleich gestaltete kleinere Glocke für den Viertelschlag trägt auf der Flanke den gleichen Text wie die große: DER GEMEINE ZU DOBERAN / IST DIESE GLOCKE VEREHRT / DURCH DEN GROSSHERZOG / FRIEDRICH FRANZ / VON MECKLENBURG. (Die letzte Zeile mit zwei Blättern links u. rechts). Gegenüber steht: GEGOSSEN VON SIMON ZACH / IN STRALSUND IM IAHR CHRISTI 1831. Von der beim Absturz vom Westgiebel aus etwa 30 Metern Höhe in mehrere Scherben zerbrochenen Glocke fehlen der Aufhängeknauf, ein großes Stück in der Haube und ein weiteres im Schlagring.
Die Glocke hätte zwar unter Nachguss der abhandengekommenen Scherben durch Schweißen wiederhergestellt werden können, da jedoch die vielen Schweißnähte die Glocke völlig entstellt hätten und der Text dadurch nicht mehr zu erschließen wäre, wurde 2012 ein Faksimileguss in der Glockengießerei Bachert in Karlsruhe angefertigt.
Das Schlagwerk mit einer Kupferhaube in etwa 40 Metern Höhe wurde im November 2015 instand gesetzt.

## Grabstätten

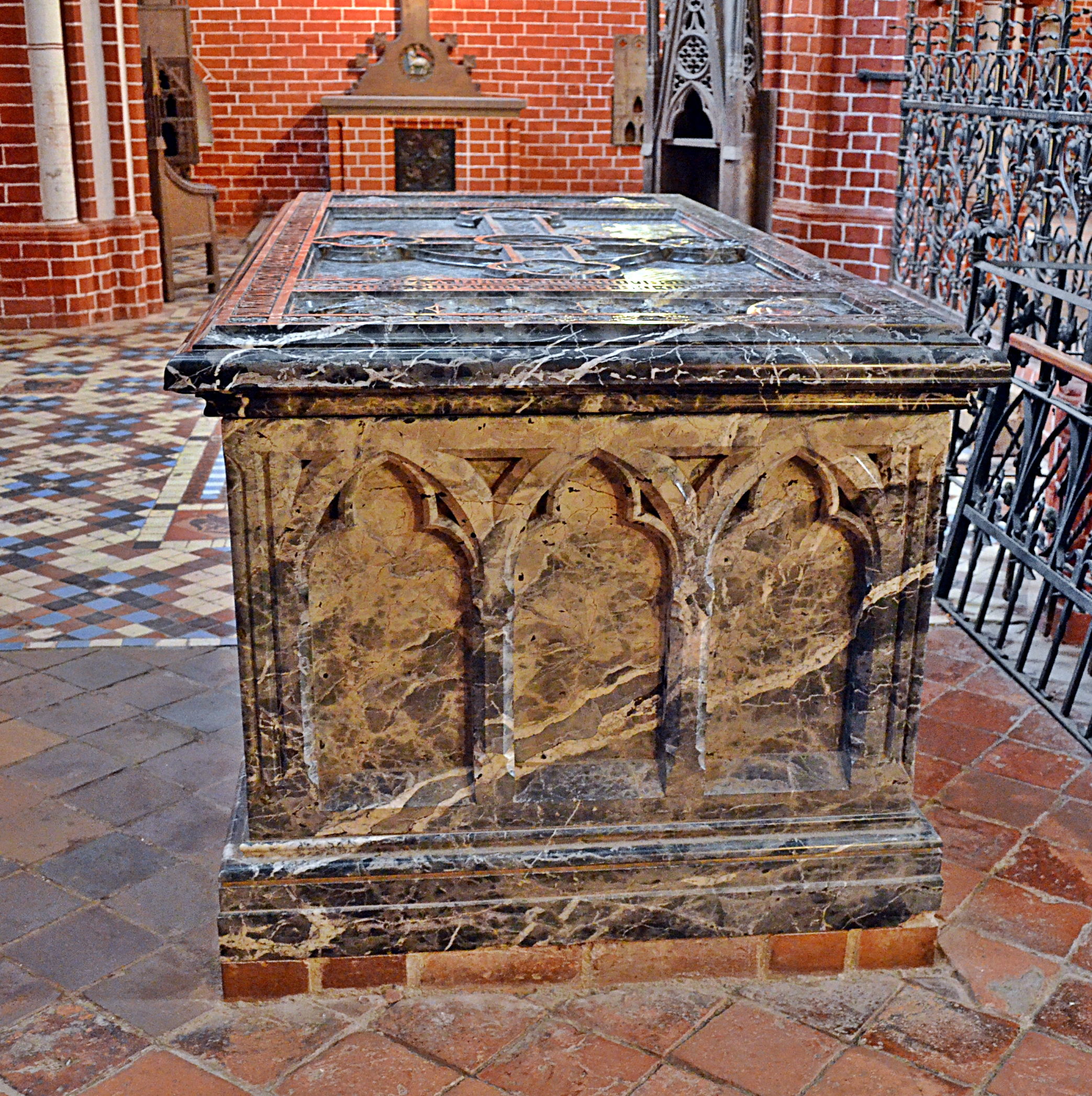
Die Pribislavkapelle

Aus der Fülle der Grabstätten und Grabdenkmäler im Doberaner Münster seien die folgenden besonders hervorgehoben:
Die Pribislavkapelle war seit 1302 Begräbnisstätte des mecklenburgischen Fürstenhauses. Nachdem 1856 die Gebeine des Klostergründers Pribislav hier gefunden wurden, wurde eine neue Grabplatte ihm zu Ehren angefertigt. Eine Besonderheit ist der Pfeiler mit farbiger Kachelmusterung nach orientalischem Vorbild.
Das Grabdenkmal der Margarethe von Dänemark († 1282 in Rostock), stilistisch mit der Madonna des Marienleuchters und somit mit dem Hochaltar verwandt (um 1300).
Drei Herzöge von Mecklenburg erhielten Anfang des 16. Jahrhunderts bemerkenswerte Standfiguren an Pfeilern des Chorumgangs.
Zahlreiche Grabplatten von Äbten, Adeligen der Region (Peter Wise, Familie von Axekow) sind in teils guter Qualität erhalten.
Der Sarkophag des Großherzogs Friedrich Franz I. befindet sich im Westen des nördlichen Seitenschiffes.
Zwei Gedenktafeln der Oertzen (Adelsgeschlecht) erinnern an neun Gefallene der Familie im Ersten Weltkrieg und 32 im Zweiten Weltkrieg ums Leben Gekommene. Überwiegend handelte es sich um Offiziere, doch gegen Ende des Krieges und danach auch um Zivilisten, darunter auch zwei Frauen.

### Grabmal der Königin Margarete von Dänemark

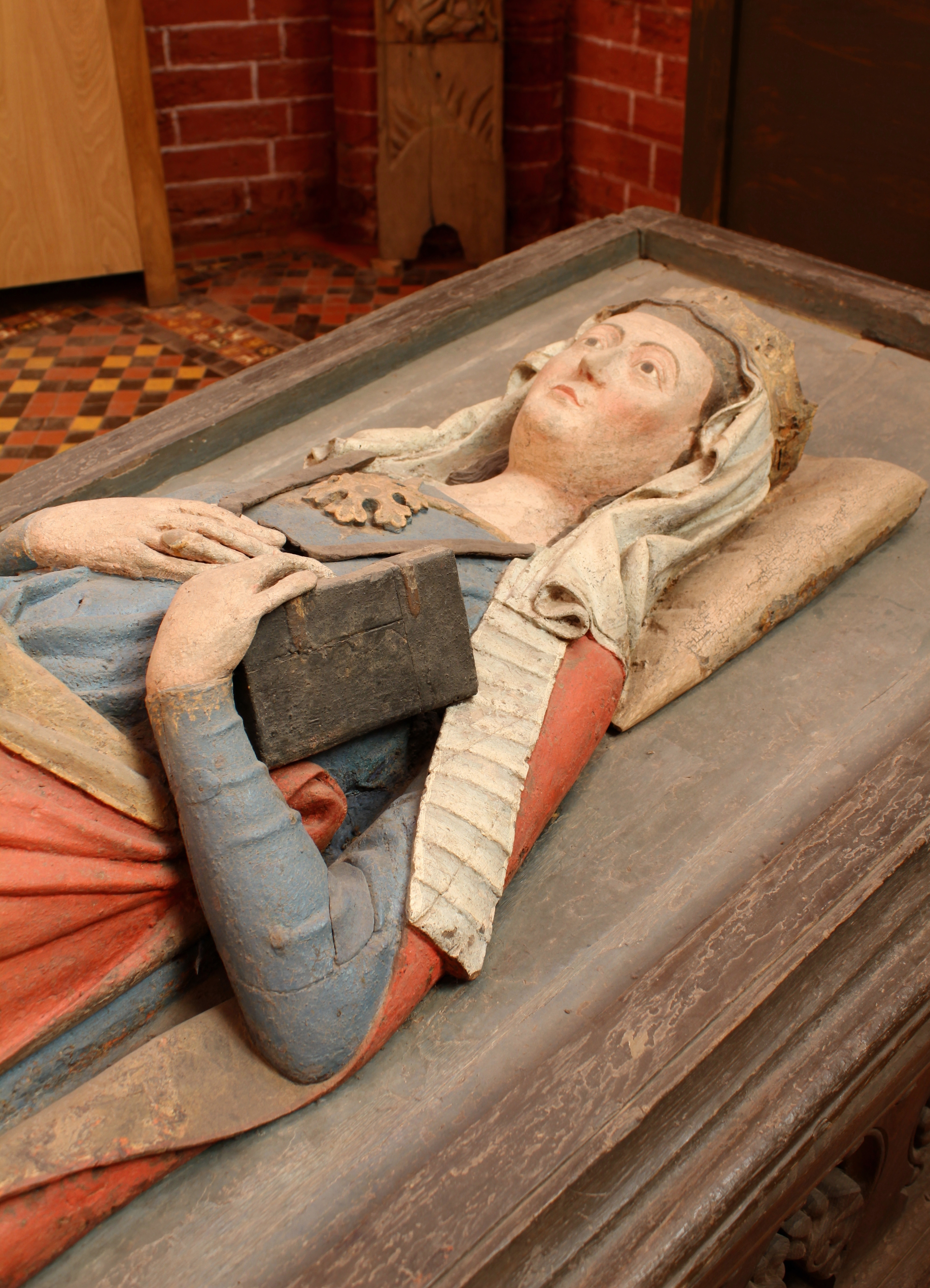
Grabplastik der Margarete v. Dänemark

Die aus Eichenholz geschnitzte, spätromanisch-frühgotische Grabplastik der Königin Margarete († 1282 in Rostock) mit realistischer Darstellung des Faltenwurfes des Gewandes gilt als die älteste Grabplastik in Mecklenburg-Vorpommern und als die älteste Frauengrabplastik aller Zisterzienserklosterkirchen europaweit und ist damit von hohem kunsthistorischem Wert. Die Plastik zeigt die Königin mit einem grünen, langen Untergewand mit engen Ärmeln, einem am Gürtel gestauchtem Oberteil und einem roten, über dem Leib gerafften Mantel. Um Hals und Schulter der Figur liegt ein Kragen aus stufenartig aneinandergesetzten schwarzbraunen Fellstreifen. Kopf und Hals sind von einem fest anliegenden Gebinde umgeben, das die Dreiecksform des Gesichtes hervorhebt. Auf dem nur locker übergeworfenen Kopftuch trägt die Königin eine Krone.

### Reiterstandbild des Grafen Samuel von Behr

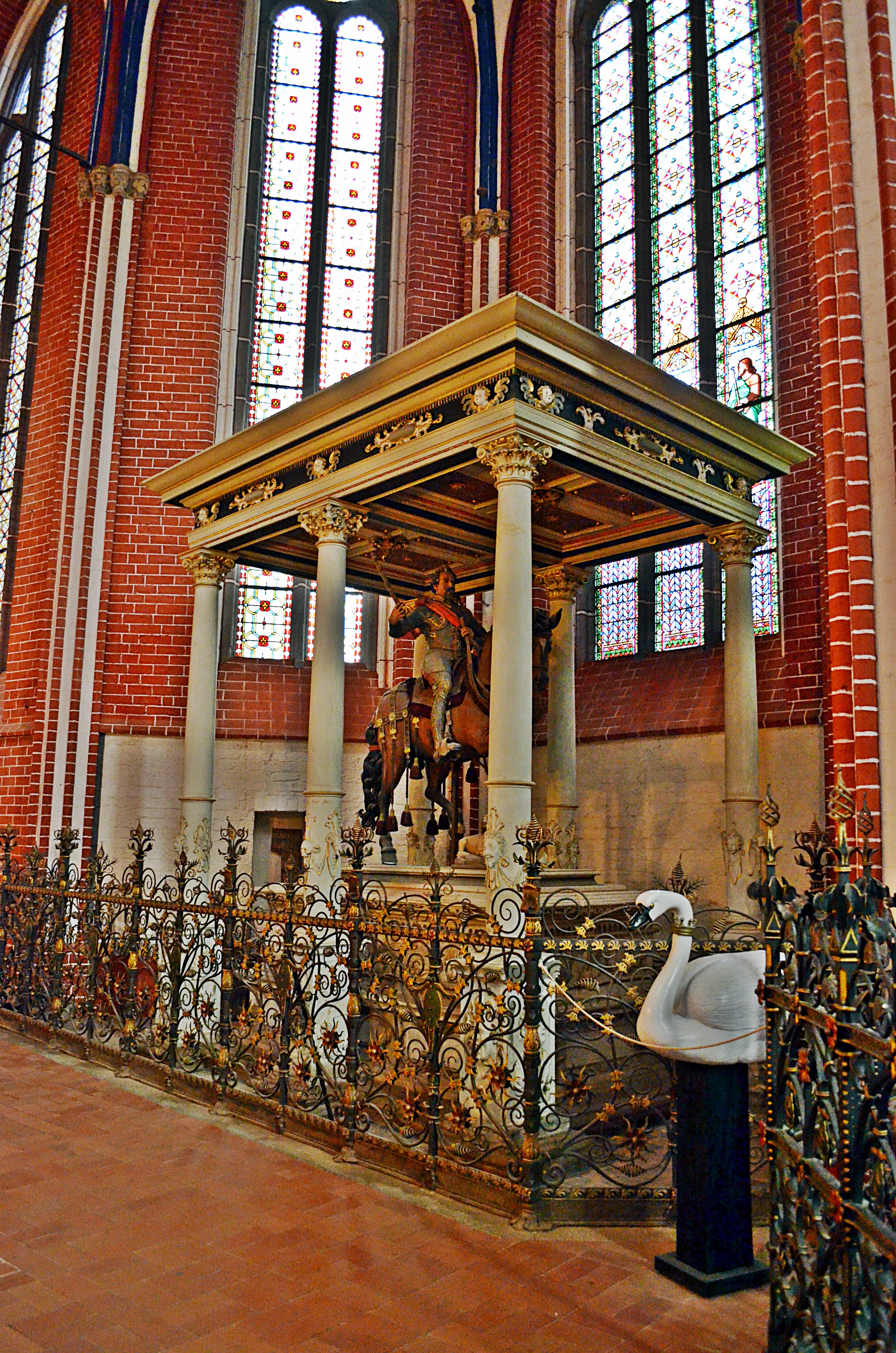
Grabanlage des Grafen Samuel von Behr

In der nördlichsten Chorumgangskapelle befindet sich ein Reiterstandbild auf einem Sandsteinsarkophag mit einem darüber befindlichen Baldachin. Es ist die Grabanlage des Herzoglichen Geheimen Rats Graf Samuel von Behr. Errichtet wurde das Grabmal ab 1622 durch den Leipziger Baumeister Franz Julius Döteber und seinem Gehilfen Daniel Werner, der Baldachin 1626 vom Niederländer Gerhart Evert Pilooth. Das Grab Behrs ist unter anderem Ausdruck der veränderten Ansprüche an die höfische Repräsentation und ist nicht zuletzt auf das enge Vertrauensverhältnis zwischen dem Herzog und dem Grafen zurückzuführen.
Samuel von Behr sitzt hoch zu Ross, in voller Prunkrüstung. Zum Zeichen seiner Amtswürde hält er in der rechten Hand ein Zepter und zu Füßen des Pferdes findet man einen Wachtelhund als Symboltier für die Treue zum Herzog. Der Reiter, das Ross und der Hund sind Holzschnitzarbeiten. Auf sechs Säulen ruhend, erbaute man darüber einen im Barockstil verzierten Baldachin. Um der langen familiären Tradition Rechnung zu tragen, befinden sich am Fußende der vorderen Mittelsäule die Behrschen Wappen sowie links und rechts davon die Brustbilder der Eltern des Verstorbenen. Den Sarkophag zieren viele Inschriften.
Die silbernen Hufeisen, Sattelbeschläge, Zügel und Steigbügel wurden im Dreißigjährigen Krieg von schwedischen Soldaten geraubt. Das Grabmal wurde dabei stark beschädigt. 1886 ist die gesamte Grabstätte, die bis dahin arg verfallen war, durch den Baurat Gotthilf Ludwig Möckel restauriert worden. Als dabei auch der Sarkophag geöffnet wurde, konnte man durch eine im Sargdeckel angebrachte Scheibe die Gebeine und den Schädel des Verstorbenen sehen.

### Oktogon

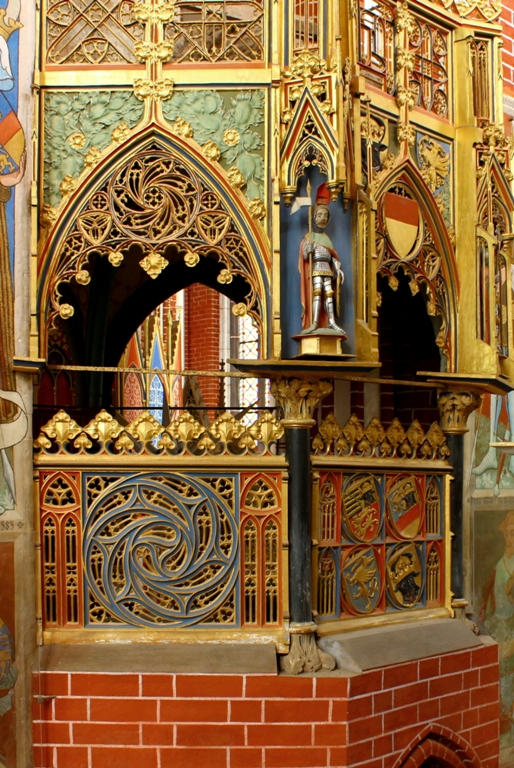
Oktogon (um 1370)

In den östlichen Chorumgang ist das Oktogon, eine achteckige Begräbniskapelle für 13 mecklenburgische Herzöge, hinausgebaut, um den zwischen den Pfeilern stehenden kleinen Altar abzuschranken. Auf den beiden Ecken dieses dreiteilig in den östlichsten Chorumgang vorspringenden Mauerwerkes stehen zwei kurze schwarze Marmorsäulen von ungefähr 90 Zentimetern Höhe und 15 Zentimetern Durchmesser, mit hohen romanisierenden Kapitälern aus weißem Marmor mit aufwendigem Blattwerk und gleichen Basen. Die eingemauerten spätromanischen Säulen aus Aachener Kalkstein – möglicherweise aus altem Kreuzgang oder einer Begräbnisstätte – stammen aus der Zeit um 1240.
Zwischen den beiden östlichen Chorumgangspfeilern gelegen, bestand die Möglichkeit, das Oktogon von zwei Seiten zu begehen. Befindet man sich zwischen der Kapelle von Adolf Friedrich I. und dem Oktogon, kann man am unteren Sockel des Oktogons eine Kupferplatte aus dem 19. Jahrhundert sehen, mit der Inschrift, die man auf dem Sarg des Herzogs Albrecht VII. (Mecklenburg) gefunden hatte. 1547 war er der letzte von wohl 13 Herzögen, die hier ihre letzte Ruhestätte fanden. Hinter der Platte war ursprünglich die Öffnung, welche in die Gruft führte. Von prachtvoller Wirkung ist darüber im spätgotischen Stil eine hölzerne Balustrade errichtet worden sowie ein oktogonaler Steinbaldachin mit einem Gewölbe. Bezugnehmend auf die beigesetzten Herzöge und die Stifterin Katharina von Sachsen-Lauenburg sind entsprechende Wappen in der Balustrade auszumachen. Beachtenswert sind die Schnitzereien an der Balustrade. Auf der Abgrenzungsmauer steht in der Mitte zwischen zwei Säulen eine hohe Schranke, und über dieser auf den Säulen ein hoher Spitzbogen. In den Eckfeldern über dem Spitzbogen stehen aufrecht zwei Wappenschilde: heraldisch rechts der Schild mit dem mecklenburgischen Stierkopf, links der Schild mit dem Rostocker Greifen; in der oberen Öffnung des Spitzbogens hängt der quergeteilte Schild für die Grafschaft Schwerin: im Ganzen ist also das herzogliche mecklenburgische Wappen des 15. Jahrhunderts dargestellt.
Unten in der Schranke stehen vier rechts gelehnte Schilde in folgender heraldischer Ordnung: unten rechts ein Schild mit dem Rostocker Greifen; unten links ein Schild mit dem mecklenburgischen Stierkopf; oben rechts ein dreigeteilter Schild: oben rechts der sächsische Schild mit den von dem Rautenkranz bedeckten Querbalken, oben links der mecklenburgische Stierkopf, unten zwei rechts hin springende, rotgefärbte Löwen übereinander.
Auf den Kapitellen der beiden Säulen, welche den offenen Spitzbogen über den Schranken tragen, sind zwei kleine gotische Nischen mit Baldachinen angebracht, in welchen zwei kleine Figuren stehen: heraldisch links eine gerüstete Figur mit aufgeschlagenem Klappenvisier und die linke Hand auf einen Schild gestützt, auf welchem der mecklenburgische Stierkopf steht; rechts eine gerüstete Figur mit Pickelhaube oder Kappe und mit einem Mantel umhüllt. Vielleicht sollen diese Figuren die beiden Söhne der Herzogin, als landesherrliche Stifter, vorstellen. Bezug nimmt das Oktogon damit auch auf die heiligen Wächter am Grab Jesu Christi.
Jedenfalls ist das Schnitzwerk unter der Herzogin Katharina von Sachsen-Lauenburg sicher nach dem Tode ihres Gemahls Herzog Johann IV. (Mecklenburg) gemacht, wahrscheinlich während der Zeit ihrer Landesregentschaft, ungefähr um das Jahr 1422. Katharina von Sachsen-Lauenburg war eine geborene Prinzessin von Sachsen-Lauenburg und nach dem Tod ihres Gemahls während der Minderjährigkeit ihrer beiden Söhne, Heinrich und Johann, bis 1436 Landesregentin. Sie ließ scheinbar eine möglicherweise seit 1397 vorhandene Begräbnisstätte, der Würde der Herzöge entsprechend, umbauen. Die achteckige Kapelle war die wichtigste Fürstenbegräbnisstätte ihrer Zeit im Doberaner Münster. Die Bedeutung dieser herzoglichen Grablege ist bereits an der exponierten Lage hinter dem Hochaltar zu ersehen.
Der Herzog Johann IV. (Mecklenburg) starb am 16. Oktober 1422. Wahrscheinlich war bei dieser Gelegenheit für die Herzöge eine neue Gruft hinter dem Hochaltar eingerichtet, da bei der alten Gruft im nördlichen Querhaus keine Spur von fürstlichen Begräbnissen aus dem 15. Jahrhundert zu finden ist, während sich bei diesem Altar hinter dem Hochaltar mehrere Andeutungen finden, dass diese Stelle den Herzögen des 15. Jahrhunderts besonders teuer gewesen sei.
Eine gemalte Kostbarkeit entdeckt man, wenn man das Oktogon vom Chorraum her begeht und sich damit im oberen Bereich der Grabstätte befindet. Über einem Altarsockel findet man in Grisaillemalerei ausgeführte Bildnisse der Geschenke bringenden Heiligen Drei Könige und eine Marienfigur mit dem Kind auf dem Arm. Dieses streckt die linke Hand zu einem der Geschenke, die ihm gereicht werden. Die Bilder sind auf der Rückseite der vier Wappen in den Schranken, dem Hochaltar zugewandt, gemalt.
Auf die Wandflächen zu beiden Seiten des Oktogons, dem Chorumgang zugewandt, sind auf die Steinmauer vier Herzogsbilder in Lebensgröße, an jeder Seite zwei untereinander, in Wasserfarben gemalt. Diese Wandmalereien zeigen die drei Söhne von Albrecht II. (Mecklenburg):
oben links: Albrecht III. (Mecklenburg) mit der Überschrift: „Konig Albrecht van sweden hertege to mekelenborch. 1385–1412“;
unten links: Heinrich III. mit der Überschrift: „Hertege hinrick van mekelenborch 1379–1383“;
oben rechts: Johann IV. (Mecklenburg), mit der Überschrift: „Hertege iohan van mekelenborch 1384–1422“;
unten rechts: Magnus I. (Mecklenburg) mit der Überschrift: „Hertege magnus van mekelenborch. 1379–1384“
Wahrscheinlich sind diese Bilder unter Magnus II. (Mecklenburg) um das Jahr 1480 gemalt, welcher auch das fünfschildige Wappen über die Schranken in den Spitzbogen setzen ließ; hierfür spricht auch der Stil der Kleidung, welche schon mehr mit hohen Federn auf dem Barett und dergleichen hoch aufgeputzt ist. Damit demonstrierte man die Macht und die Verbundenheit zur Kirche und zum Klosterkonvent zu Doberan.
1547 – fünf Jahre vor der Klosterauflösung – fand hier die letzte herzogliche Bestattung durch die Mönche, die von Albrecht VII. (Mecklenburg) statt.

### Grabmal des Herzogs Adolf FriedrichI. und Frau Anna Maria von Ostfriesland

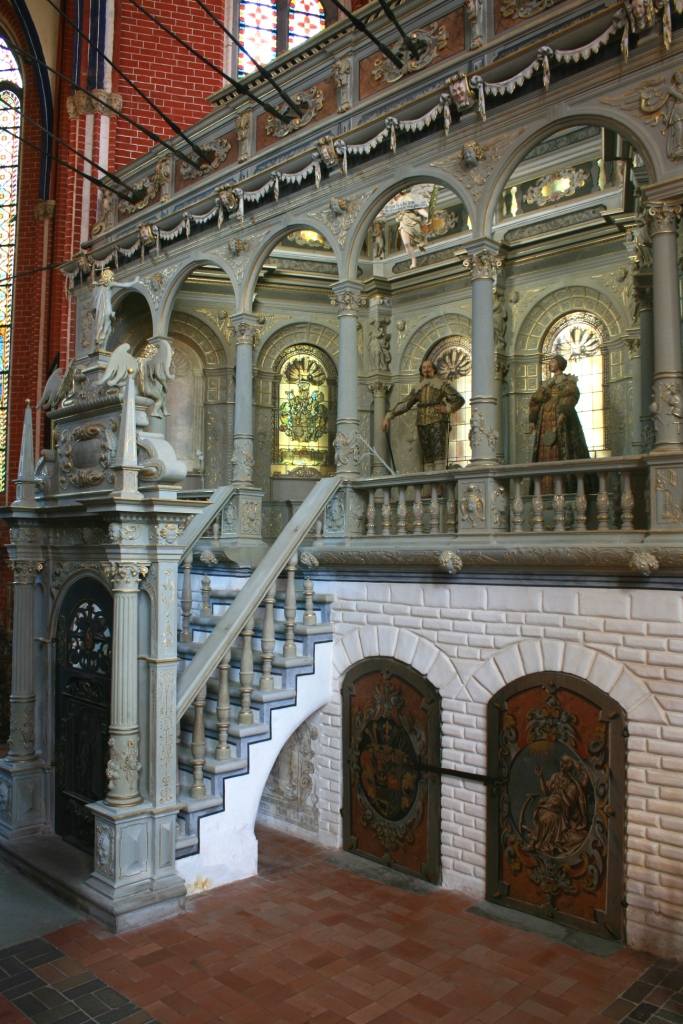
Grabanlage von Adolf Friedrich I. und Anna Maria

Adolf Friedrich I. starb am 27. Februar 1658. Trotz testamentarischer Auflage kam sein Sohn Christian Ludwig I. der Aufforderung nicht nach ihm im Doberaner Münster zu bestatten. So wurde der Herzog erst nach dem Tod seines Sohnes 1692 von seinem Enkel ins Münster überführt und neben seiner ersten Gemahlin bestattet.
Das Grabmal und die Gruft des Herzogs Adolf Friedrich I. und dessen Frau Anna Maria von Ostfriesland wurden seit 1634 von Franz Julius Döteber aus Leipzig und Daniel Werner aus Dresden im Übergangsstil von der Renaissance zum Barock nach italienischem Vorbild erbaut. Das Grabmal wurde aus Kalkstein errichtet, die Decke und der Engel aus Holz geschnitzt. Der Engel hält in seinen Händen eine Krone und einen Palmzweig. Auf dem Spruchband auf seiner Brust steht ein Vers aus der Offenbarung des Johannes Kapitel 2 Vers 10: „Sei getreu bis an den Tod, so will ich dir die Krone des Lebens geben.“ In der Decke sind Perlmuttfensterchen eingefasst. Die geschnitzten lebensgroßen Herzogsfiguren sind in der damals üblichen spanischen Mode dargestellt. Am Aufgang des Grabmales befindet sich Jesus Christus, der auferstandene Erlöser, aus Kalkstein. An der Loggia-Front hingen an den Standarten ursprünglich Fahnen mit den Wappen der herzoglichen Familie.

### Grabtumba AlbrechtIII. und Gemahlin Richardis
Die Grabtumba für Albrecht III., beigesetzt im Oktogon hinter dem Hochaltar, und seine erste Frau Richardis, ist ein wichtiges Beispiel gotischer Grabkunst. Löwe und Hund unter den figürlichen Darstellungen symbolisieren Stärke und Treue. Die Fürstinnen-Plastik ist im Stil der Gotik gestaltet. Beachtenswert ist der gotische Faltenwurf des Gewandes der Richardis.

### Grabmal Herzog Johann Albrecht und Prinzessin Elisabeths

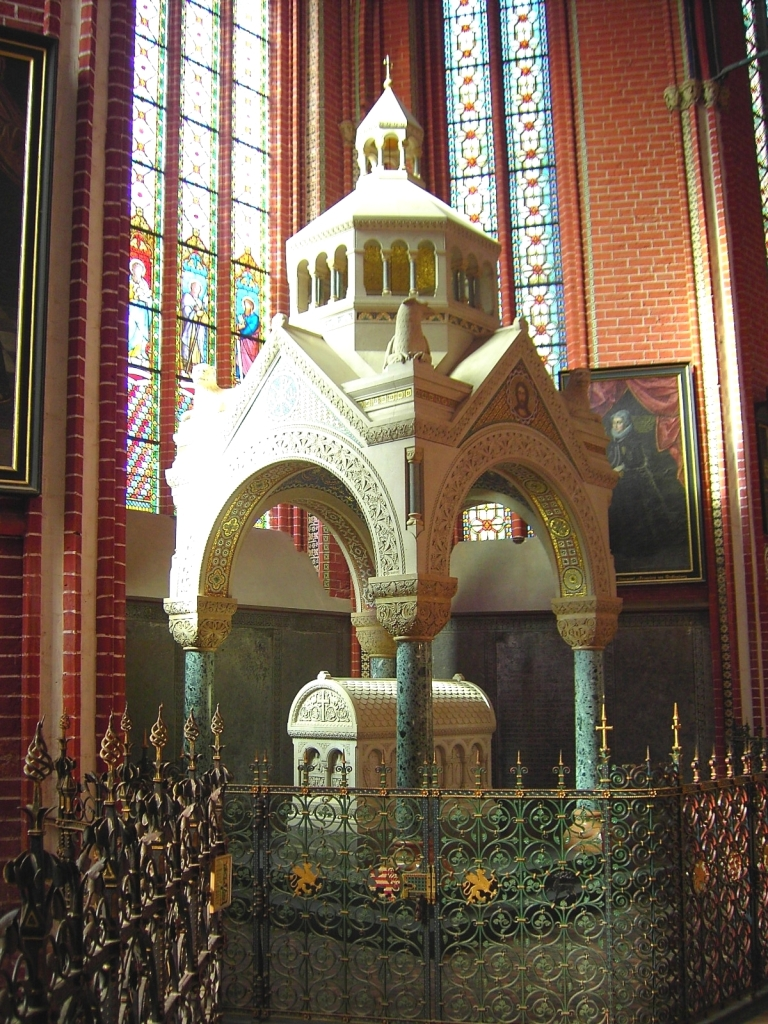
Grabmal Johann Albrecht (um 1910)

Das Grabmal von Herzog Johann Albrecht und seiner Frau Elisabeth von Sachsen-Weimar-Eisenach wurde um 1910 von Baurat Winter aus Braunschweig gefertigt. Er nahm byzantinische Gebäude aus Ravenna und Bologna zum Vorbild des außerdem von wilhelminisch-deutscher Baukunst beeinflussten Grabmals. Es besteht aus einem Sockel aus graublauem, norwegischem Labrador, überdacht von einem Ziborium unter anderem aus Veroneser Marmor. Der Schmucksarg deutet die Gruft beider Personen, die sich weiter vorn befindet, nur an. Der Sarkophag wurde aus Botticino-Marmor gearbeitet. Er ist in den Lang- und Giebelseiten in mehrere Felder geteilt, auf denen im Gegensatz zu den frühchristlichen Vorbildern in Ravenna nun auch Stierkopf und Greif als mecklenburgische Wappen sowie Rautenschild und Thüringischer Löwe als Wappen des sächsisch-weimarischen Hauses enthalten sind. Als ganz besonderer Schmuck wurden am Grabmal Mosaike mit altchristlichen Darstellungen aus vergoldeten Kacheln verwendet. Der Mosaikfußboden enthält Bilder mit Darstellungen von Fabelwesen. Die Kapelle wird gegen den Chorumgang durch ein schmiedeeisernes Gitter abgeschlossen, geschmückt mit den Wappenschildern von Mecklenburg, Thüringen und Stollberg.
Johann Albrecht wurde als Herzog-Regent und letzte Person in den Mauern der ehemaligen Klosterkirche beigesetzt, wie schon 750 Jahre zuvor sein direkter Vorfahre Fürst Pribislaw und danach weitere mehr als fünfzig im Doberaner Münster bestattete fürstliche Personen. Als Albrechts erste Frau Elisabeth starb, ließ er das Grabdenkmal im Doberaner Münster errichten.
In der Kapelle wurde im Gegensatz zur übrigen Kirche die neogotische Farbfassung der Restaurierung mit Schablonenmuster in den Gewölben und in den Fensterlaibungen von Gotthilf Ludwig Möckel beibehalten. Die gesamte Kirche hatte seit Ende des 19. Jahrhunderts bis zur Innenrestaurierung 1974–1984 eine ähnliche neogotische Ausmalung. Die Farbgebung ist ab 1974 aufgrund der reichen mittelalterlichen Ausstattung wieder in Anlehnung an die mittelalterliche Originalausmalung (rote Gurtrippen, blaue Kreuzrippen mit weißer Lisene) rekonstruiert.

## Bülow-Kapelle

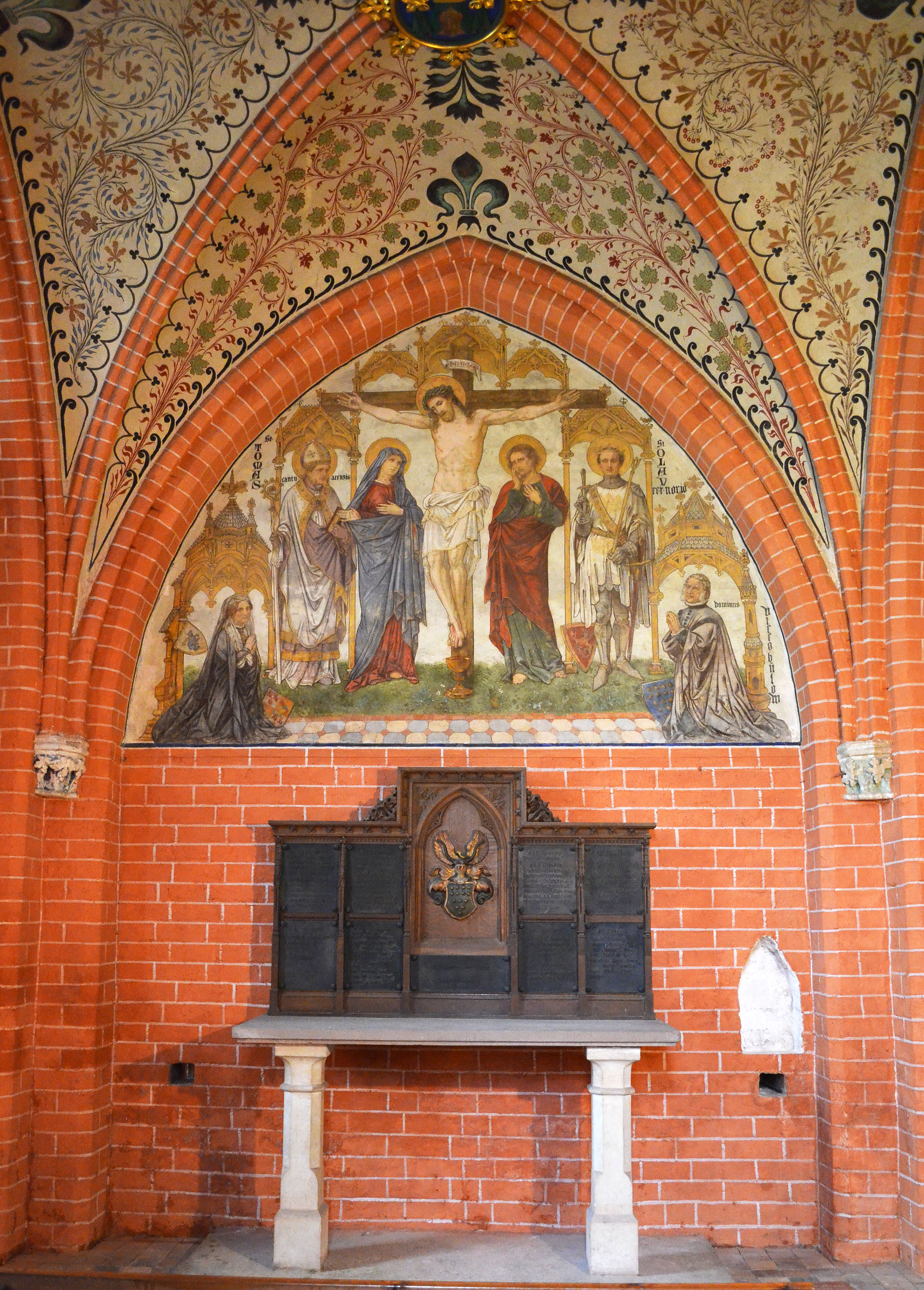
Bülowkapelle

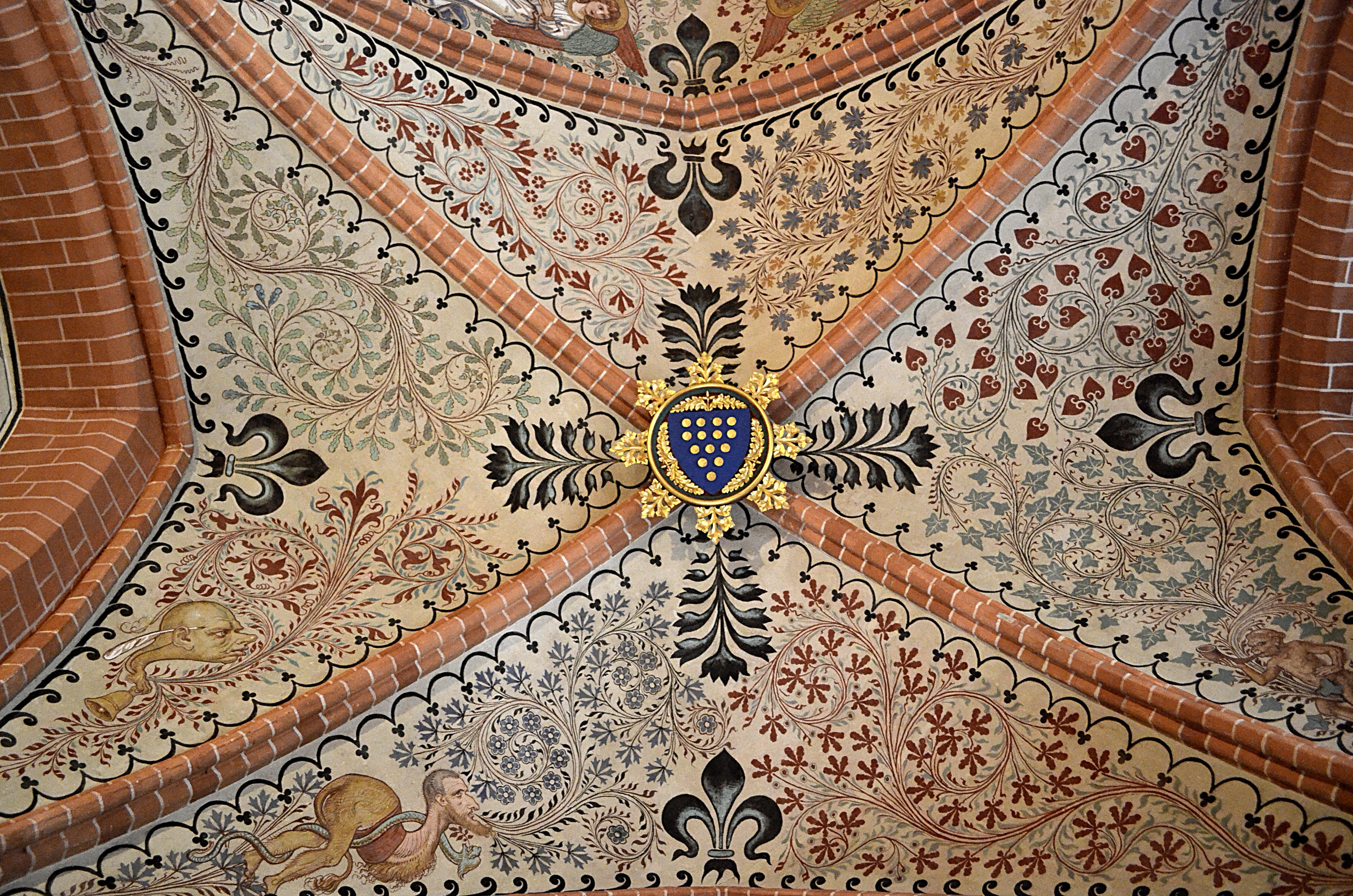
Das Gewölbe in der Kapelle

Neben dem nördlichen Seitenschiff, nach Osten an das nördliche Querschiff grenzend, befindet sich eine Kapelle mit zwei einfachen, durch einen Gurtbogen getrennten Kreuzgewölben. Die Kapelle wurde durch den Schweriner Bischof Friedrich II. von Bülow 1372 gestiftet. In der Kapelle sollten regelmäßig Messen abgehalten werden zugunsten seines eigenen Seelenheils, wie auch dem seiner Eltern, Brüder und den nahe verwandten übrigen Bülowschen Bischöfen. Ausgestattet wurden die Wände der Kapelle mit heute nicht mehr erhaltenen gotischen Bildnissen dieses Personenkreises.
1874 ersuchte der Familienverband von Bülow den Großherzog, die seit Jahren als Materialkammer benutzte und verfallene Kapelle als Familienkapelle wiederherstellen zu können. Dem Gesuch wurde mit der Bedingung stattgegeben, dass der Familienverband die Kapelle zu erhalten habe. Danach wurde die Kapelle bis 1877 nach Plänen des Schweriner Baurats Theodor Krüger restauriert. Sie ist ein heute seltenes Beispiel einer kompletten Gestaltung im Stil des Historismus.
Der Fußboden ist mit einem farbig gemusterten Pflaster aus gebrannten Ziegelplatten versehen und die Fenster durch Teppichmuster in grau mit farbigen Bordüren und dem Bülowschen Wappen geschmückt. Die beiden in Eichenholz geschnitzten Schlussstein-Medaillons wurden, den alten Resten entsprechend, neu gefertigt und mit Vergoldung und Farben reich ausgestattet. Das westliche trägt, von Laubwerk umgeben, in der Mitte das von Bülowsche Wappen; das östliche in ähnlicher Umschließung die Bischofsmitra. An der Ostwand wurde ein Altartisch mit Stufe aus Sandstein wieder aufgerichtet und der Tisch mit einem in Eichenholz geschnitzten niedrigen Aufsatz versehen. Den Eingang zur Kapelle schließt eine eichene Pforte mit stilgemäßem Eisenbeschlag.
Die dekorative Ausstattung erfolgte im historistischen Stil und stützte sich auf vorhandene Reste der Malerei sowie darüber vorliegende Berichte. Demzufolge wurde unterhalb einer über der Tür befindlichen Konsole die alte Inschrift Capella de Bülow erneuert, auf der Konsole aber eine in Eichenholz von Hermann Narten ausgeführte Gruppe „ein Ritter mit einem Speer ein Ungetüm zurückscheuchend“ und darüber die niederdeutsche Inschrift Stah up – hör! van de Dör wieder hergestellt.
Der figürliche Schmuck der Wände zeigt an der Ostwand die Kreuzigung mit Maria und Johannes; neben Maria der heilige Thomas von Canterbury im erzbischöflichen Gewände, neben Johannes der heilige Olaf im Königsgewand. In den Ecken kniend neben dem heiligen Olaf der Ritter Vicco von Bülow (1309/35), dem Vater Bischof Friedrichs; rechts neben dem heiligen Thomas die Gattin des Ritters, Gesa Carlow, beide durch das nebenstehende Wappen näher bezeichnet. Die einzelnen Figuren sind der alten Darstellung entsprechend durch schlanke Säulen getrennt, die eine baldachinartige Bekrönung tragen. Neben den Fenstern der Nordseite stehen die vier Schweriner Bischöfe von Bülow: Gottfried I., Ludolf I., Heinrich und Friedrich II. An der Westseite neben dem Fenster links war ursprünglich Bischof Friedrichs Bruder, der Domherr Johann Bülow (1325/37), abgebildet, doch wurde dieses Bildnis anlässlich der Restaurierung in den 1870ern fälschlich mit dem Namen des Mönchs Eckhard von Bülow versehen. Rechts an der Westwand der Kapelle ist der Abt von Doberan, in gleicher Weise stehend, dargestellt. An der südlichen Wand steht über dem Eingang ein geharnischter Ritter, das auf dem Boden ruhende Schwert vor sich haltend, mit der Inschrift: Henricus de Bülow. Bei diesem Ritter handelt es sich um eine Darstellung des Bruders von Bischof Friedrich, den Knappen und Herzoglichen Rat Heinrich von Bülow (1334/51). Daneben findet sich über der vergitterten Öffnung an der Südseite heute die Darstellung eines Knappen mit einem Falken auf der Hand. Ursprünglich befand sich an dieser Stelle die Abbildung eines betenden Ritters, die an Bischof Friedrichs weiteren Bruder Ritter Reimar von Bülow (1341/63) erinnern sollte. Zu seiner Rechten wird sitzend der heilige Bernhard in grauer Klostertracht dargestellt, während links wahrscheinlich der heilige Benedikt von Nursia dargestellt ist.
Diese Malereien wurden vom Historienmaler Karl Christian Andreae entworfen; den Köpfen der dargestellten Bischöfe und Ritter sollen porträtartige Anklänge an hervorragende Familienglieder der neueren Zeit gegeben worden sein.
Außerdem wurden eine lateinische und eine niederdeutsche Inschrift wiederhergestellt.

## Säkulare Gebäudenutzung
Im Dachreiter des Münsters ist in Höhe des Glockenstuhls auch eine Reihe von Richtfunk- und GSM-Anlagen (mit von außen nicht sichtbaren Antennen) untergebracht. Damit handelt es sich um das weithin höchste Mobilfunk-Bauwerk der Region.